# Vol au musée Isabella-Stewart-Gardner de Boston en 1990
Vous lisez un « bon article » labellisé en 2021.

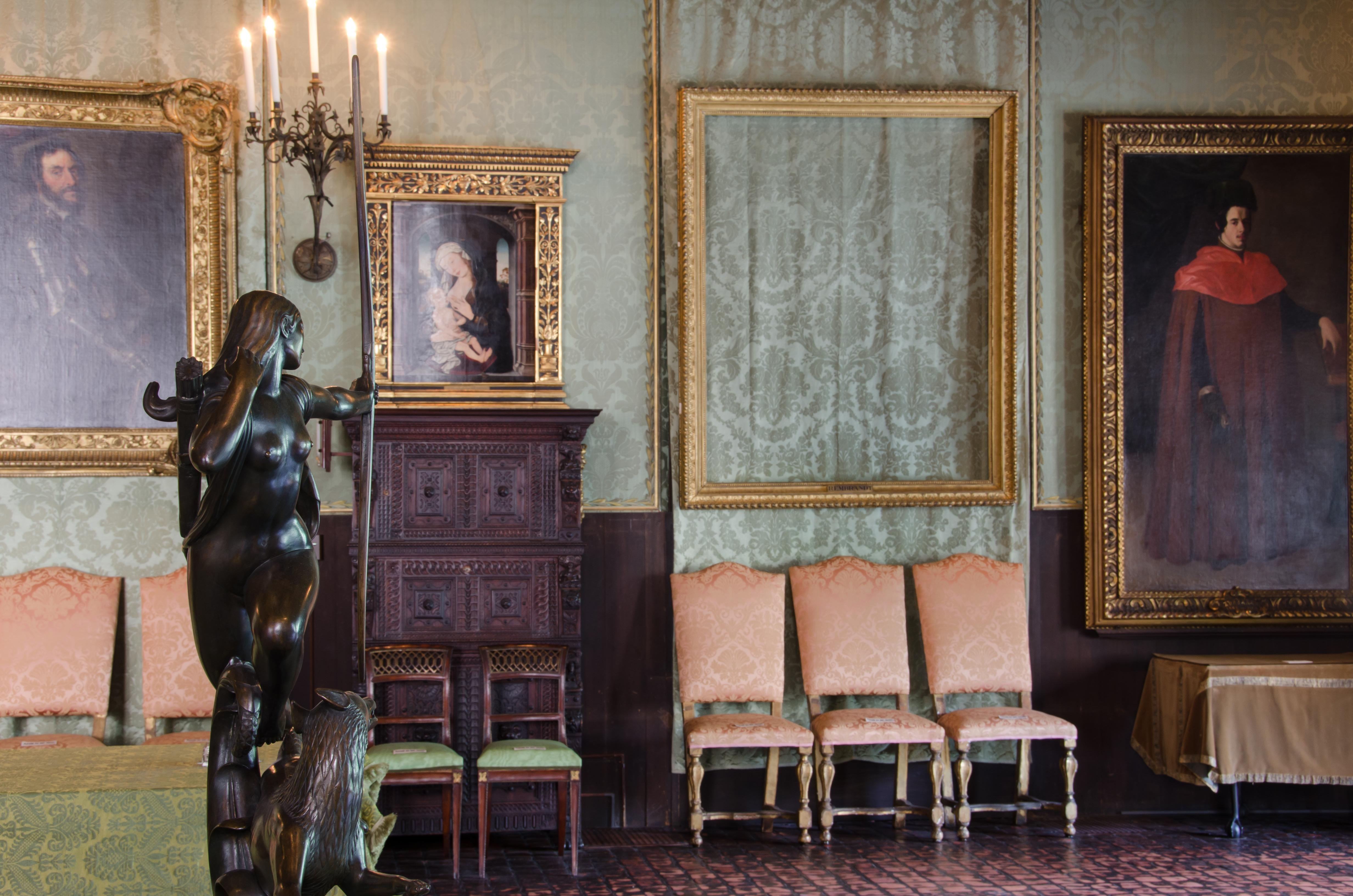
Le cadre vide qui contenait Le Christ dans la tempête sur la mer de Galilée de Rembrandt (1633).

Le vol au musée Isabella-Stewart-Gardner de Boston concerne la disparition — découverte au matin du 18 mars 1990 — de treize œuvres d'art au musée Isabella-Stewart-Gardner de Boston, dans l'État du Massachusetts, aux États-Unis. Plus tôt dans la nuit, les agents de sécurité admettent deux hommes se faisant passer pour des policiers répondant à un appel pour tapage nocturne. En l'espace de moins d'une heure et demie, les voleurs attachent les gardes au sous-sol et s'emparent de plusieurs œuvres du musée. À ce jour, l'affaire reste irrésolue, aucune arrestation n'a été effectuée et aucune œuvre n'a été récupérée dans ce qui constitue le plus grand vol d'art aux États-Unis et l'un des plus importants vols de musée au monde. Le Federal Bureau of Investigation (FBI) évalue le butin à 500 millions de dollars américains et le musée offre, depuis 2017, une récompense de dix millions de dollars pour toute information pouvant mener à la récupération des œuvres, constituant ainsi la plus grande récompense jamais offerte par une institution privée.
Les œuvres volées sont initialement achetées par la collectionneuse d'art Isabella Stewart Gardner (1840-1924) et sont destinées à être exposées en permanence au musée avec le reste de sa collection. Parmi elles se trouve Le Concert, l'un des trente-quatre tableaux connus de Johannes Vermeer, considéré comme le tableau volé le plus précieux au monde. Parmi les objets volés se trouve également Le Christ dans la tempête sur la mer de Galilée, le seul paysage marin de Rembrandt. D'autres peintures et croquis de Rembrandt, Edgar Degas, Édouard Manet et Govert Flinck se trouvent parmi les objets dérobés, ainsi qu'un fleuron de drapeau et un gu (vase) chinois, de moindre valeur. À la suite du vol, les experts sont intrigués par le choix des œuvres car certaines pièces du musée, parmi les plus précieuses, n'ont pas été touchées. La collection du musée étant permanente, les cadres vides restent suspendus à la fois en hommage aux œuvres disparues et dans l'espoir de leur retour.
Le FBI pense que le vol a été planifié par une organisation criminelle. Le dossier manque de preuves matérielles solides et les enquêteurs se sont largement appuyés sur des interrogatoires, des informateurs infiltrés et des agents sous couverture pour collecter des informations. L'enquête concentre principalement ses efforts sur la famille mafieuse Patriarca qui faisait face à une guerre interne à l'époque du vol. Une théorie est que le gangster Robert Donati, membre de l'organisation mafieuse, l'aurait organisé pour négocier la libération de l'un de ses amis. Toutefois, il est assassiné un an et demi après le vol, sans réelles preuves à son encontre. D'autres hypothèses suggèrent que le casse aurait été organisé par un gang à Dorchester, un quartier de Boston. Malgré une opération d'infiltration ayant permis l'arrestation de certains membres du gang, tous ont nié leur implication ou donné des pistes infructueuses, malgré des offres de récompenses, des réductions de peine et même la remise en liberté s'ils donnaient des informations menant à la récupération des œuvres.

## Contexte

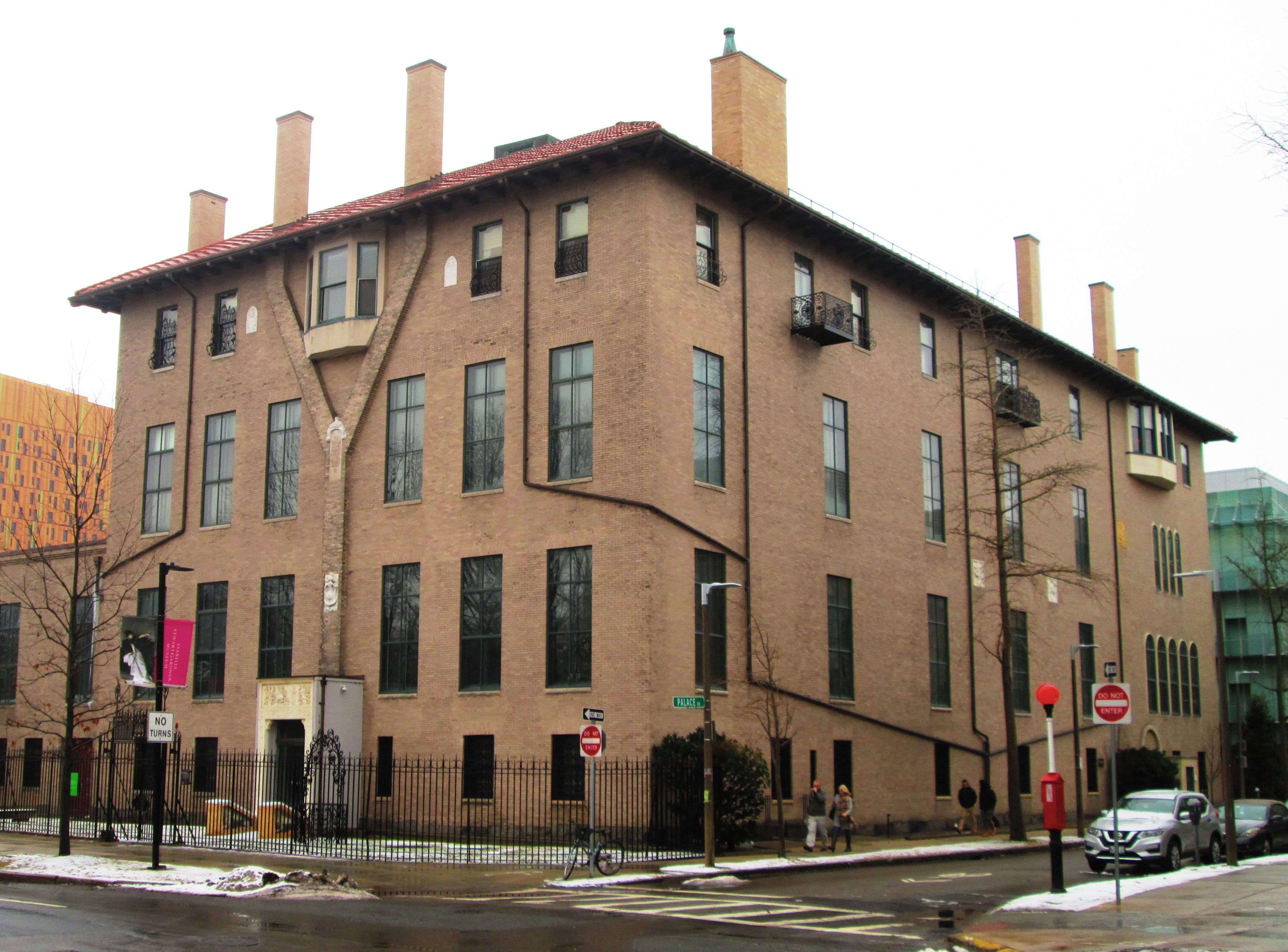
Façade du bâtiment historique du musée Isabella-Stewart-Gardner à Boston (Massachusetts) en 2018.

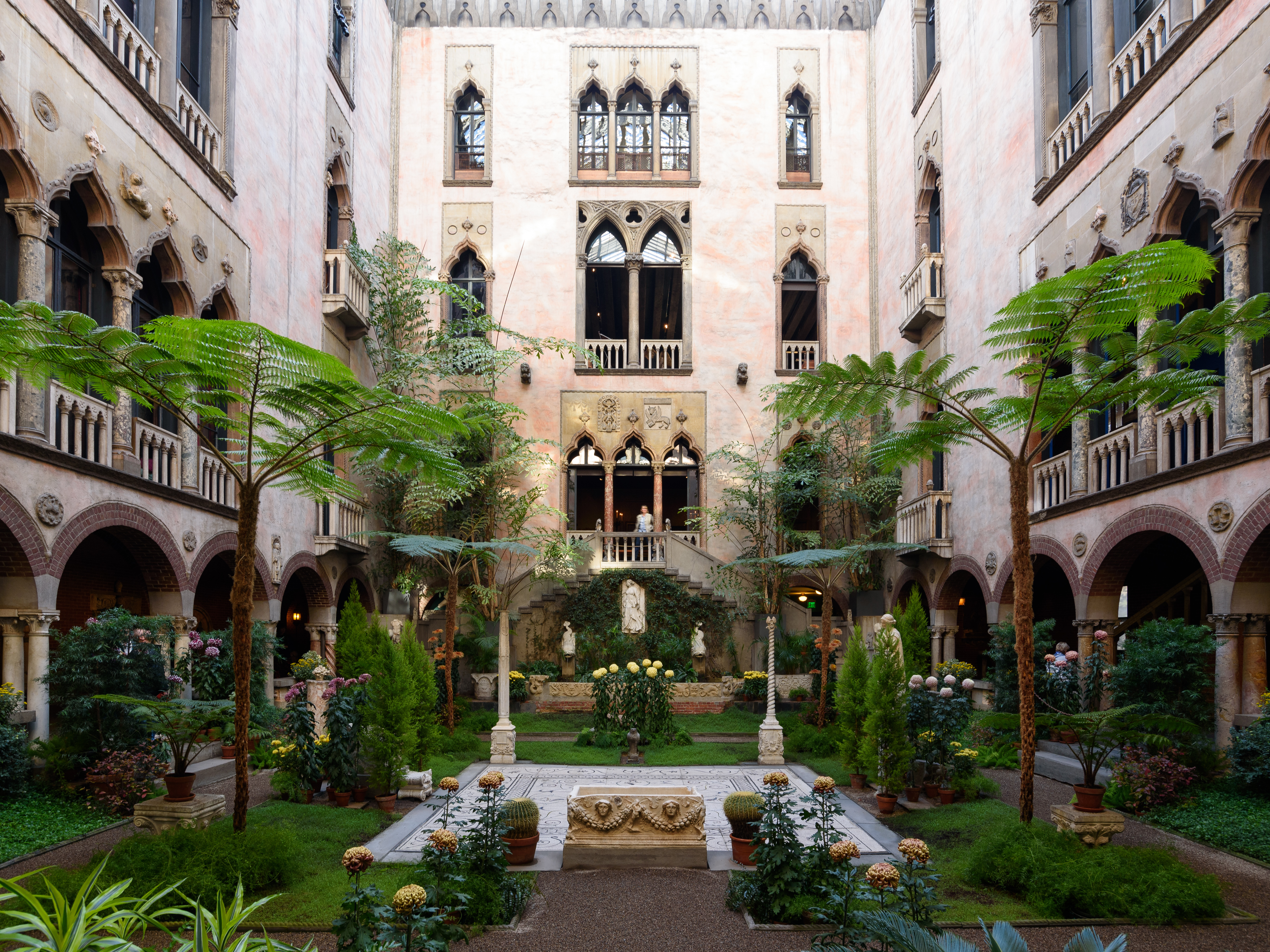
Cour intérieure du musée Isabella-Stewart-Gardner en 2016.

Le musée Isabella-Stewart-Gardner est construit sous la direction de la collectionneuse d'art Isabella Stewart Gardner (1840-1924) pour abriter sa collection d'art personnelle. Le musée ouvre au public au début de l'année 1903 et Mme Gardner continue d'élargir sa collection et de l'organiser jusqu'à sa mort en 1924. Son testament stipule alors que la disposition des œuvres ne doit pas être modifiée et qu'aucun objet ne doit être vendu ou acheté dans la collection.
Au milieu des années 1980, le musée se trouve dans une situation financière difficile, ce qui le laisse dans un mauvais état. Il manque d'un système de climatisation et d'une police d'assurance,. De plus, un entretien de base du bâtiment est nécessaire,. En 1982, après que la police découvre un projet porté par des criminels de Boston pour cambrioler le musée, ce dernier alloue des fonds pour améliorer sa sécurité. Parmi ces améliorations figurent l'installation de soixante détecteurs de mouvements infrarouges dans les galeries et d'un système de vidéosurveillance composé de quatre caméras placées autour du périmètre du bâtiment,. Cependant, aucune caméra n'est installée dans les galeries, le conseil d'administration pensant que l'installation d'un tel équipement dans le bâtiment historique serait trop coûteuse. Dans le même temps, de nouveaux agents de sécurité sont embauchés. Malgré ces améliorations en matière de sécurité, la seule façon d'appeler la police à l'intérieur du musée est d'appuyer sur un bouton dans le bureau de sécurité,. Pourtant, à l'époque, d'autres musées disposent de systèmes qui obligent les veilleurs de nuit à appeler la police toutes les heures pour indiquer que tout se passe bien.
En 1988, un consultant indépendant en sécurité examine les dispositions du musée et détermine qu'elles sont équivalentes à la plupart des autres musées, mais recommande tout de même des améliorations. En raison des difficultés financières et des souhaits de Mme Gardner contre toute rénovation majeure, le conseil d'administration n'approuve pas ces améliorations de sécurité,. Il rejette également une demande du directeur de la sécurité pour des salaires plus élevés censés permettre d'attirer des candidats plus qualifiés. Les agents de sécurité sont alors payés légèrement au-dessus du salaire minimum, et les failles de sécurité du musée sont un secret de polichinelle parmi eux.

## Déroulement du vol

### Prélude
Le cambriolage a lieu aux premières heures du dimanche 18 mars 1990. Au cours de la soirée, les voleurs sont aperçus pour la première fois vers 0 h 30 par plusieurs personnes quittant une fête près du musée, la Saint-Patrick s'étant tenue la veille,. Les deux hommes sont déguisés en policiers et attendent dans une voiture garée sur Palace Road, à une trentaine de mètres de l'entrée latérale du musée où rentrent les employés,.
Les agents de sécurité en service ce soir-là sont Richard « Rick » Abath, 23 ans, veilleur de nuit régulier, et Randy Hestand, 25 ans, engagé une année plus tôt mais qui effectue sa première affectation dans l'équipe de nuit. La politique de sécurité stipule alors qu'un veilleur doit patrouiller dans les galeries avec une lampe torche et un talkie-walkie, tandis que l'autre doit rester assis au bureau de sécurité. Au cours de la première patrouille de Richard Abath, des alarmes incendie se déclenchent dans différentes salles, mais il ne parvient pas à localiser ni feu ni fumée,. Il retourne alors au bureau de sécurité, où le panneau de commande des alarmes indique la présence de fumée dans plusieurs pièces,. Dès lors, il suppose un dysfonctionnement et ferme le panneau. Il retourne en patrouille, mais, avant d'avoir terminé sa ronde, il fait un rapide arrêt à l'entrée latérale du musée, ouvre brièvement la porte puis la referme, sans informer plus tard son collègue d'avoir effectué cette action. Il termine sa tournée et retourne au bureau de sécurité vers 1 h, heure à laquelle Randy Hestand commence sa ronde.

### Entrée des voleurs
À 1 h 20, les voleurs conduisent jusqu'à l'entrée latérale du musée, se garent et se dirigent vers la porte réservée aux employés,. Ils sonnent à l'interphone, qui les connecte à Richard Abath à l'intérieur, puis expliquent qu'ils sont des policiers enquêtant sur un appel de tapage nocturne et qu'ils doivent entrer dans le musée. Richard Abath peut les voir sur la vidéosurveillance portant ce qui semble être de vrais uniformes de police,. Ce dernier n'est au courant d'aucune perturbation, mais il émet l'hypothèse qu'un fêtard de la Saint-Patrick a peut-être escaladé la clôture et que quelqu'un l'a vu et signalé. À 1 h 24, il laisse les deux hommes pénétrer dans le musée.
Les voleurs se retrouvent alors dans un hall sécurisé qui sépare la porte latérale de l'intérieur du musée. Ils se rapprochent de l'agent, assis au bureau de sécurité, demandent si quelqu'un d'autre se trouve dans le musée et exigent que le deuxième agent les rejoigne. Richard Abath appelle alors son collègue par radio,. Pendant ce temps, il remarque que la moustache de l'un des hommes, le plus grand des deux, semble fausse. L'autre homme, le plus petit, rétorque à Richard Abath qu'il lui a l'air familier, qu'il pourrait y avoir un mandat d'arrêt contre lui et qu'il doit se lever et fournir une pièce d'identité,. Il s'exécute, s'éloignant ainsi du bureau où se trouve le seul bouton pour alerter la police,. L'homme le force à se mettre contre un mur, lui écarte les jambes, le menotte, mais ne le fouille pas, ce qui inquiète l'agent de sécurité,. Son collègue, Randy Hestand, entrant dans la pièce à ce moment-là, est retourné puis menotté à son tour par le deuxième homme,. Une fois les deux hommes menottés, les cambrioleurs révèlent leurs intentions et demandent aux agents de ne pas leur poser de problèmes,.
Par la suite, les voleurs enroulent du ruban adhésif autour de leur tête en leur bandant les yeux,. Ils les conduisent au sous-sol, où ils sont menottés à un tuyau et à un plan de travail,. Avant de remonter, les voleurs examinent les portefeuilles des gardes et leur expliquent qu'ils savent désormais où ils habitent,. Afin de les dissuader de parler aux autorités, ils leur promettent également « une récompense dans environ un an »,. Il aura fallu aux voleurs moins de quinze minutes pour maîtriser les agents de sécurité, ces derniers remontants du sous-sol vers 1 h 35.

### Vol des œuvres

#### Première pièce
Les mouvements des voleurs dans le musée sont enregistrés par des détecteurs de mouvements infrarouges. Les pas dans la première pièce dans laquelle ils entrent, la « salle hollandaise » (Dutch Room) au deuxième étage, ne sont enregistrés qu'à 1 h 48, soit treize minutes après avoir fini de maîtriser les agents de sécurité, peut-être le temps de s'assurer que personne n'a été alerté.
Alors qu'ils s'approchent des peintures dans la salle hollandaise, un appareil commence à émettre un son fort qui se déclenche normalement lorsqu'un visiteur se trouve trop proche d'une peinture,. Après avoir localisé le détecteur, ils le brisent, ce qui éteint brusquement le son,. Ils prennent alors Le Christ dans la tempête sur la mer de Galilée et Une dame et un gentilhomme en noir de Rembrandt et les jettent sur le sol en marbre, brisant leurs cadres de verre,. À l'aide d'une lame, ils découpent les toiles de leurs châssis en bois,. Ils retirent également du mur une grande peinture à l'huile d'un autoportrait de Rembrandt, mais peut-être trop encombrante pour le transport car peinte sur du bois et non une toile, la laissent appuyée contre un meuble « comme le parapluie oublié d'un visiteur »,,. Au lieu de cela, ils dérobent une petite gravure d'autoportrait de Rembrandt de la taille d'un timbre postal exposée sous le plus grand portrait,. Sur le côté droit de la pièce, ils retirent Paysage avec un obélisque de Govert Flinck et Le Concert de Johannes Vermeer de leurs cadres,. La dernière œuvre prise dans la pièce est un ancien gu (vase) chinois datant du XIIe siècle av. J.-C.,.

#### Progression dans le musée
À 1 h 51, alors qu'un voleur continue de dérober les œuvres dans la salle hollandaise, l'autre entre dans une pièce étroite surnommée « galerie courte » (Short Gallery) à l'autre bout du deuxième étage,. Bientôt rejoint par son collègue, il commence par retirer les vis d'un cadre retenant un drapeau napoléonien, mais il semble avoir abandonné à mi-chemin car toutes les vis n'ont pas été retirées et les cambrioleurs n'ont finalement pris que le fleuron de l'aigle en bronze exposé au sommet du mât du drapeau,, pensant peut-être, selon le FBI, qu'il s'agissait d'or. Dans la même salle, ils emportent également cinq croquis d'Edgar Degas,.
La dernière œuvre volée dans le musée est le tableau Chez Tortoni d'Édouard Manet se trouvant dans la « salle bleue » (Blue Room) au premier étage,. Étrangement, les détecteurs de mouvements n'ont signalé aucune intrusion dans la salle bleue pendant la présence des voleurs dans le bâtiment, alors que leur parcours a pu être retracé précisément dans les autres salles,. Les seuls pas détectés dans la pièce cette nuit-là sont ceux de Richard Abath lors des deux fois où il a traversé la galerie au cours de sa patrouille plus tôt dans la soirée.

#### Départ
Alors qu'ils se préparent à partir, les voleurs vérifient une dernière fois la situation des agents de sécurité au sous-sol et leur demandent s'ils sont à l'aise. Ils se rendent ensuite dans le bureau du directeur de la sécurité, où ils emportent les cassettes vidéo qui ont enregistré leur entrée sur les caméras extérieures ainsi que les données imprimées des détecteurs de mouvements. Toutefois, ces dernières ont également été enregistrées sur un disque dur, qui n'a pas été emporté. Avant de partir, les voleurs laissent le cadre du tableau Chez Tortoni sur la chaise du bureau du directeur de la sécurité. Ils s'organisent ensuite pour sortir les œuvres à l'extérieur du musée, ouvrant les portes de l'entrée latérale à 2 h 40 et une dernière fois à 2 h 45,. Au total, le cambriolage a duré 81 minutes.
Environ quatre heures plus tard, vers 6 h 45, l'équipe de sécurité suivante arrive pour prendre la relève mais réalise que quelque chose ne va pas lorsqu'elle échoue à établir un contact avec l'intérieur pour être autorisée à entrer,. Les agents appellent le directeur de la sécurité qui, en entrant dans le bâtiment avec ses clés, ne trouve personne au bureau et appelle immédiatement la police,. À leur arrivée plusieurs dizaines de minutes plus tard, les policiers fouillent le bâtiment et trouvent les agents toujours attachés au sous-sol,.

## Œuvres volées

### Les œuvres

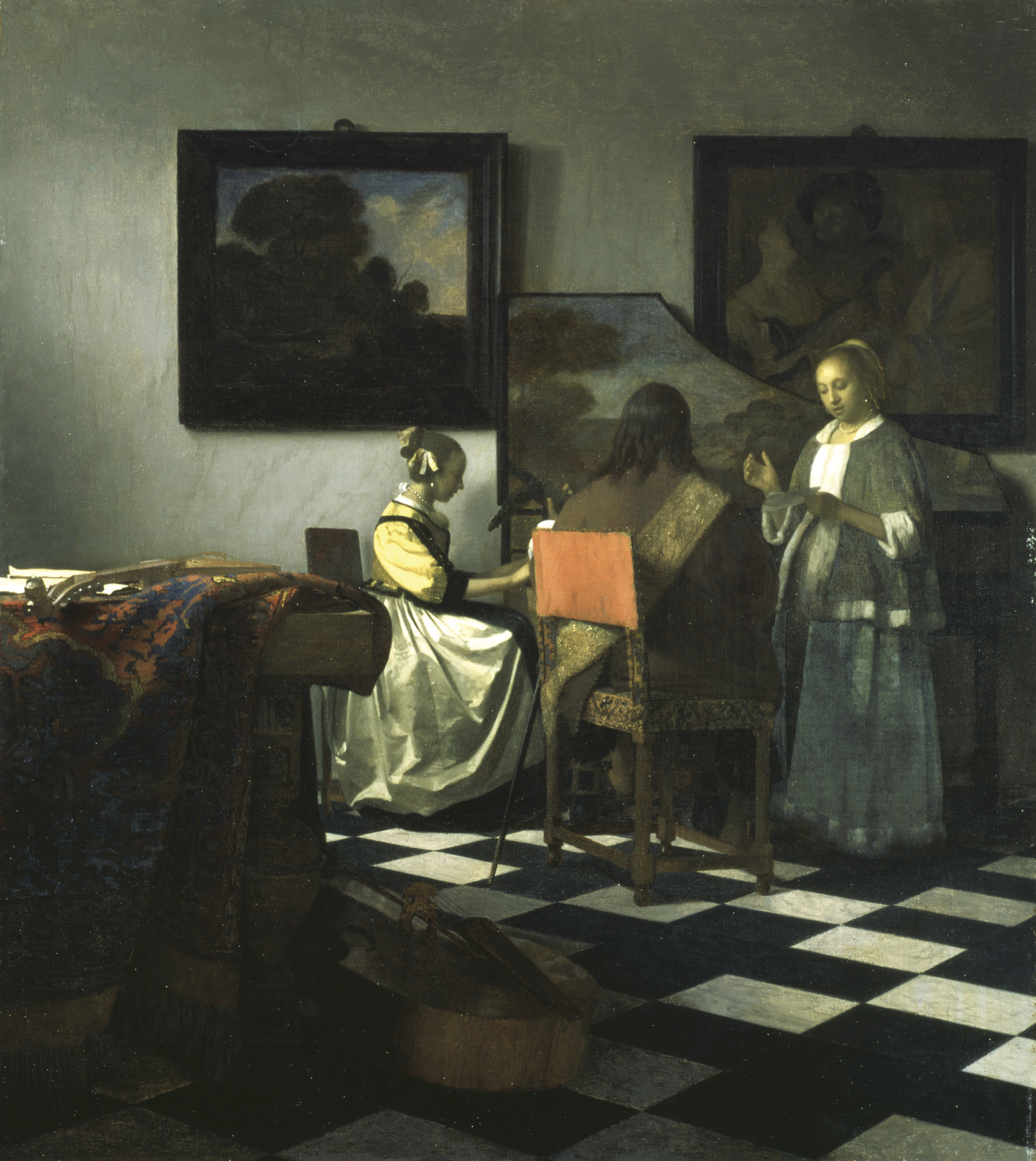
Le Concert (v. 1666) – Johannes Vermeer[A 6],[B 2].
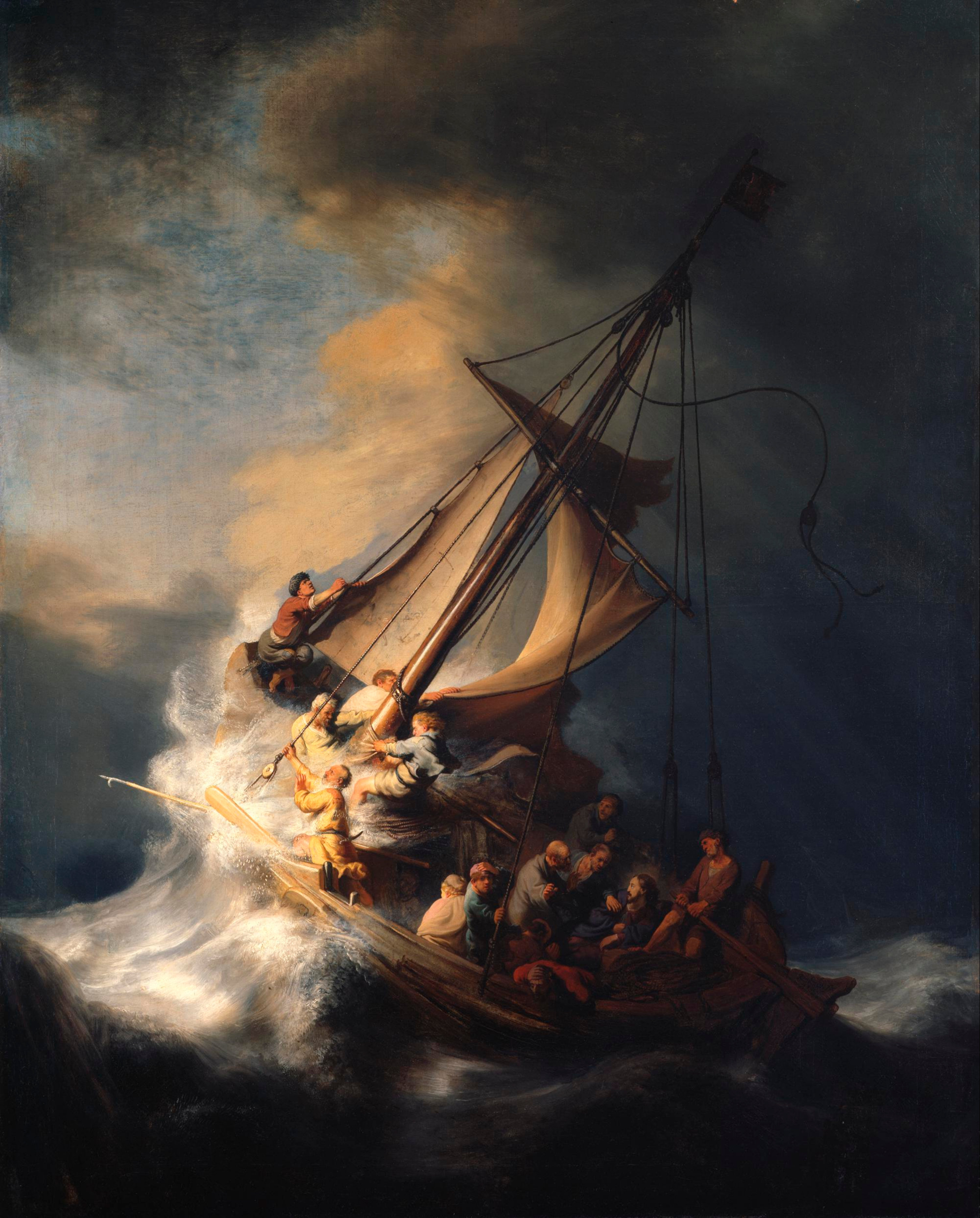
Le Christ dans la tempête sur la mer de Galilée (1633) – Rembrandt[A 7],[B 3].
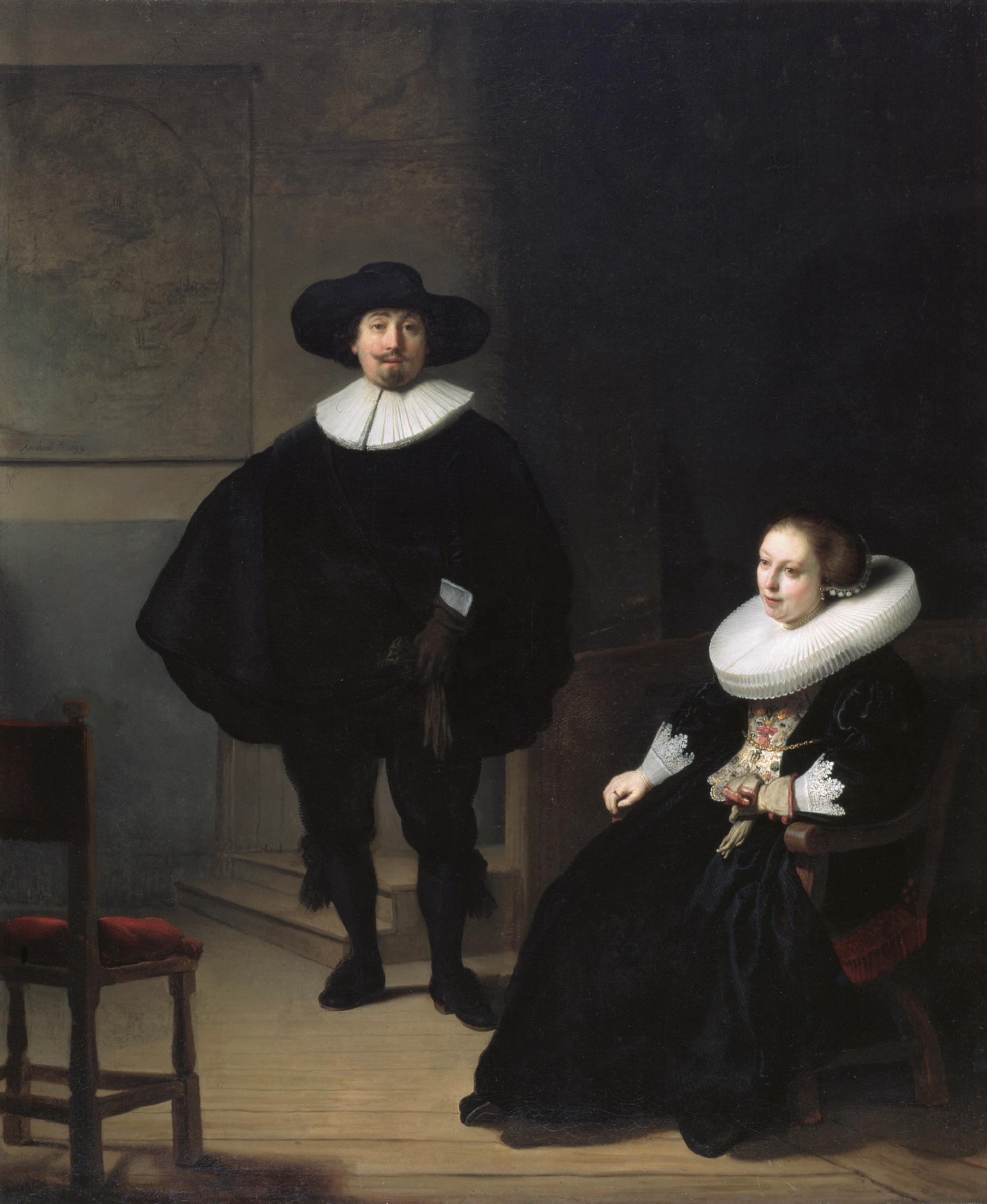
Une dame et un gentilhomme en noir (1633) – Rembrandt[A 8],[B 4].
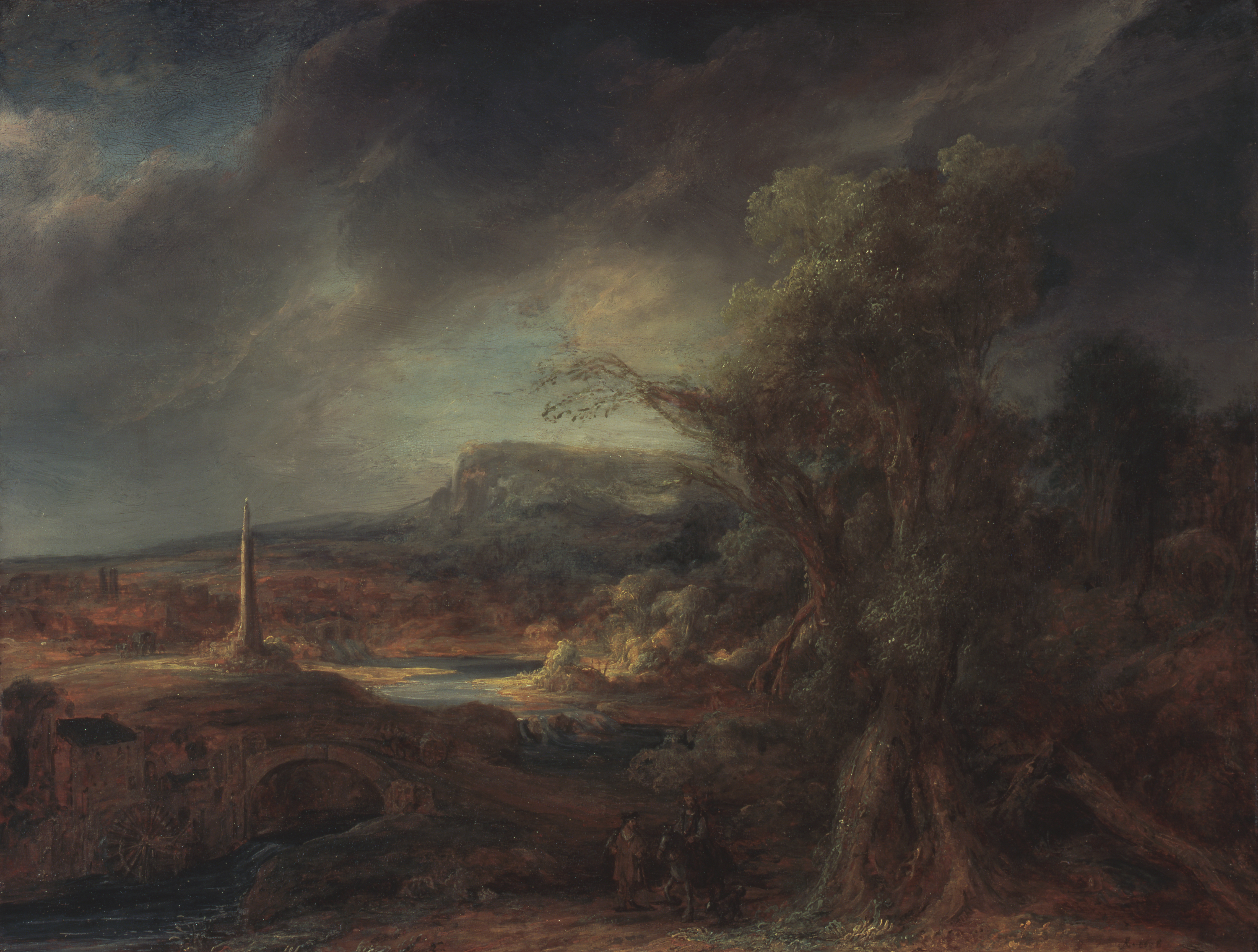
Paysage avec un obélisque (1638) – Govert Flinck[A 9],[B 5].
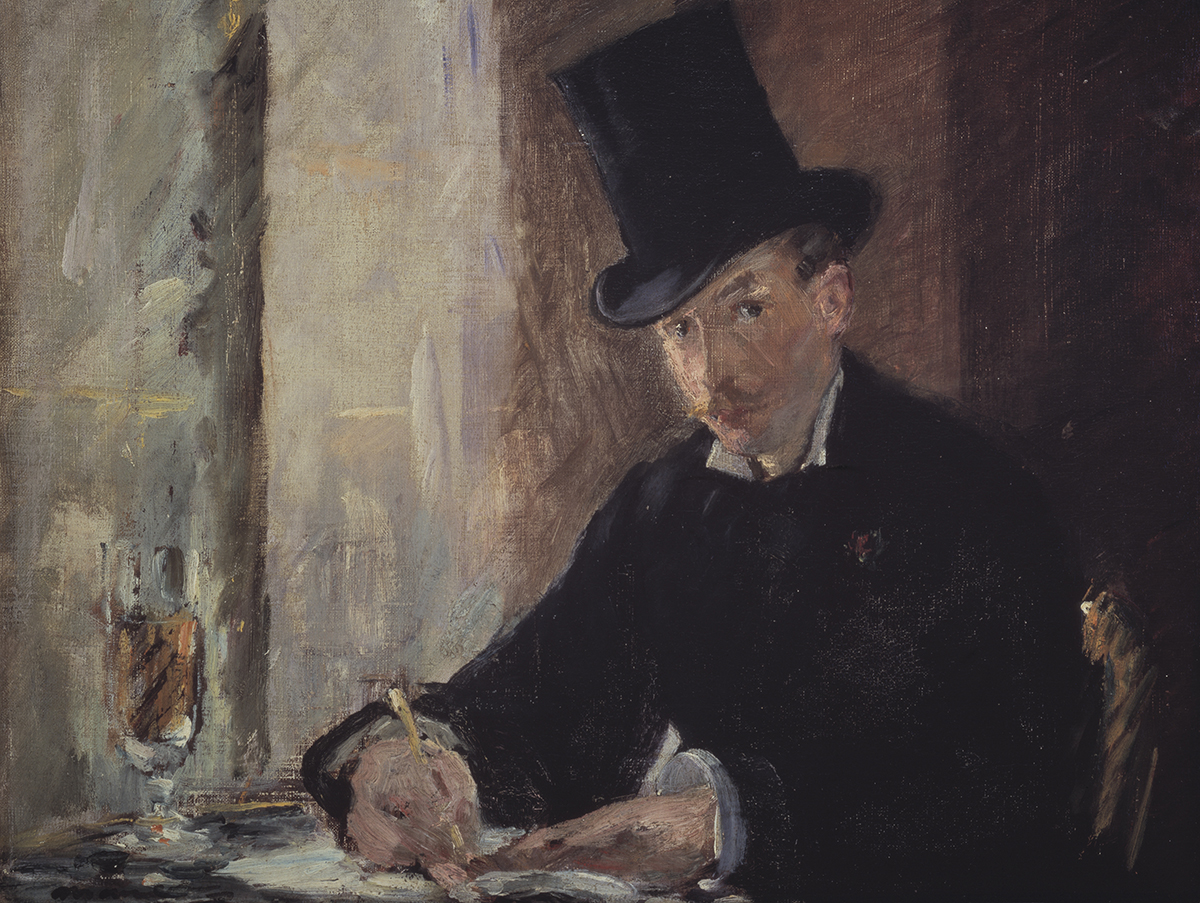
Chez Tortoni (v. 1875) – Édouard Manet[A 10],[B 6].
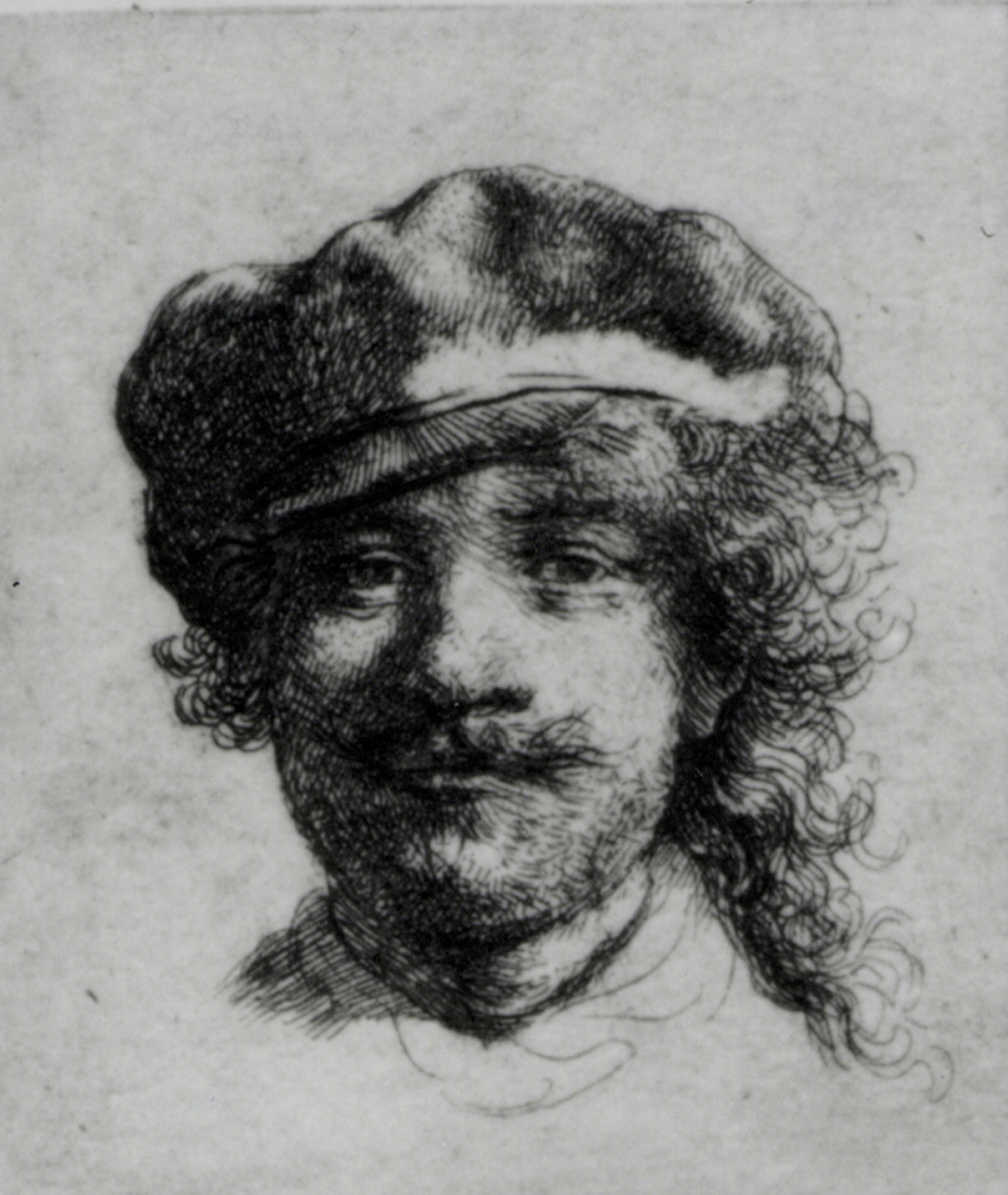
Portrait de l'artiste en jeune homme (Autoportrait) (v. 1633) – Rembrandt[A 11],[B 7].
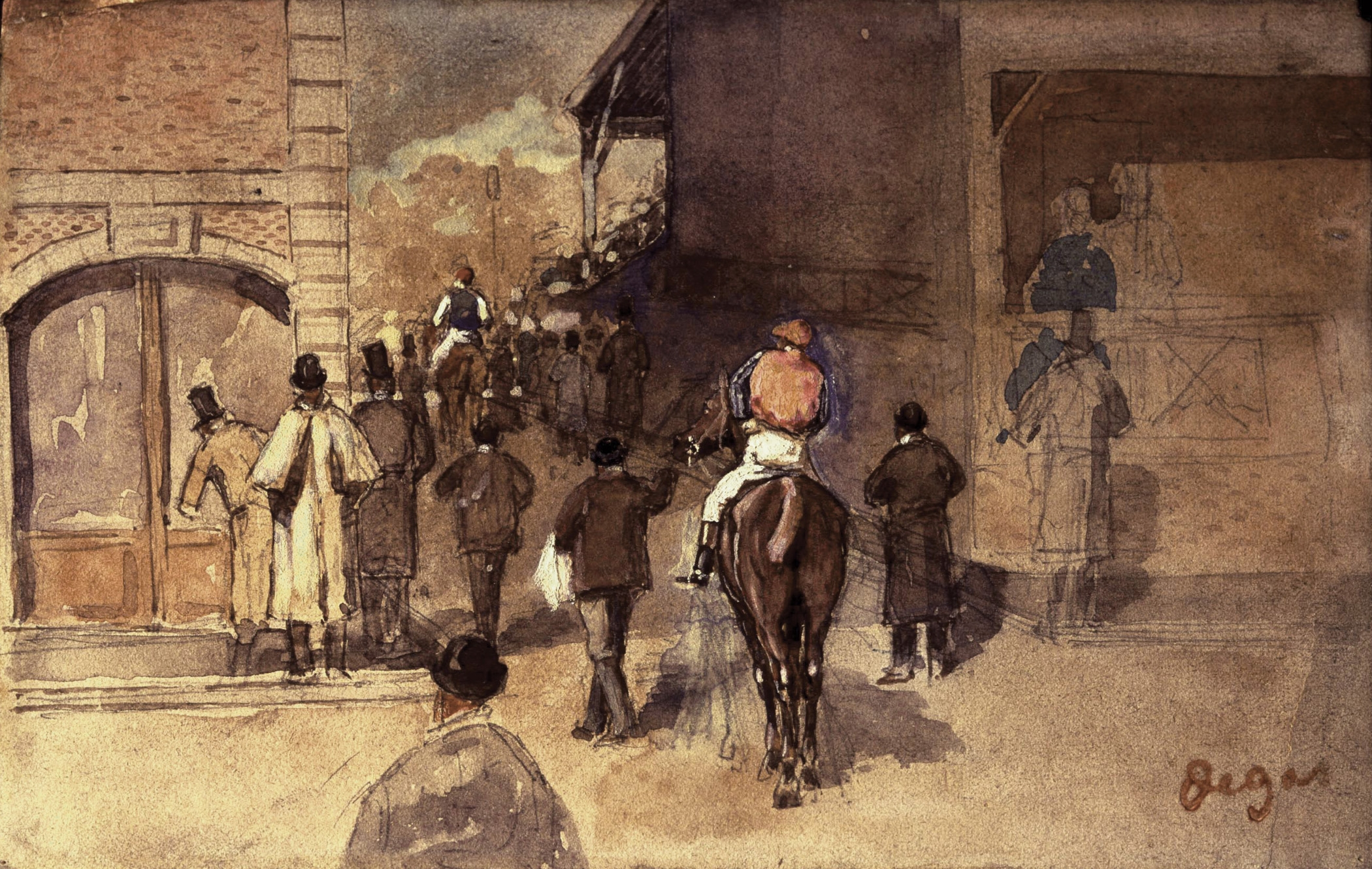
La Sortie de Pesage (v. 1866) – Edgar Degas[A 12],[B 8].
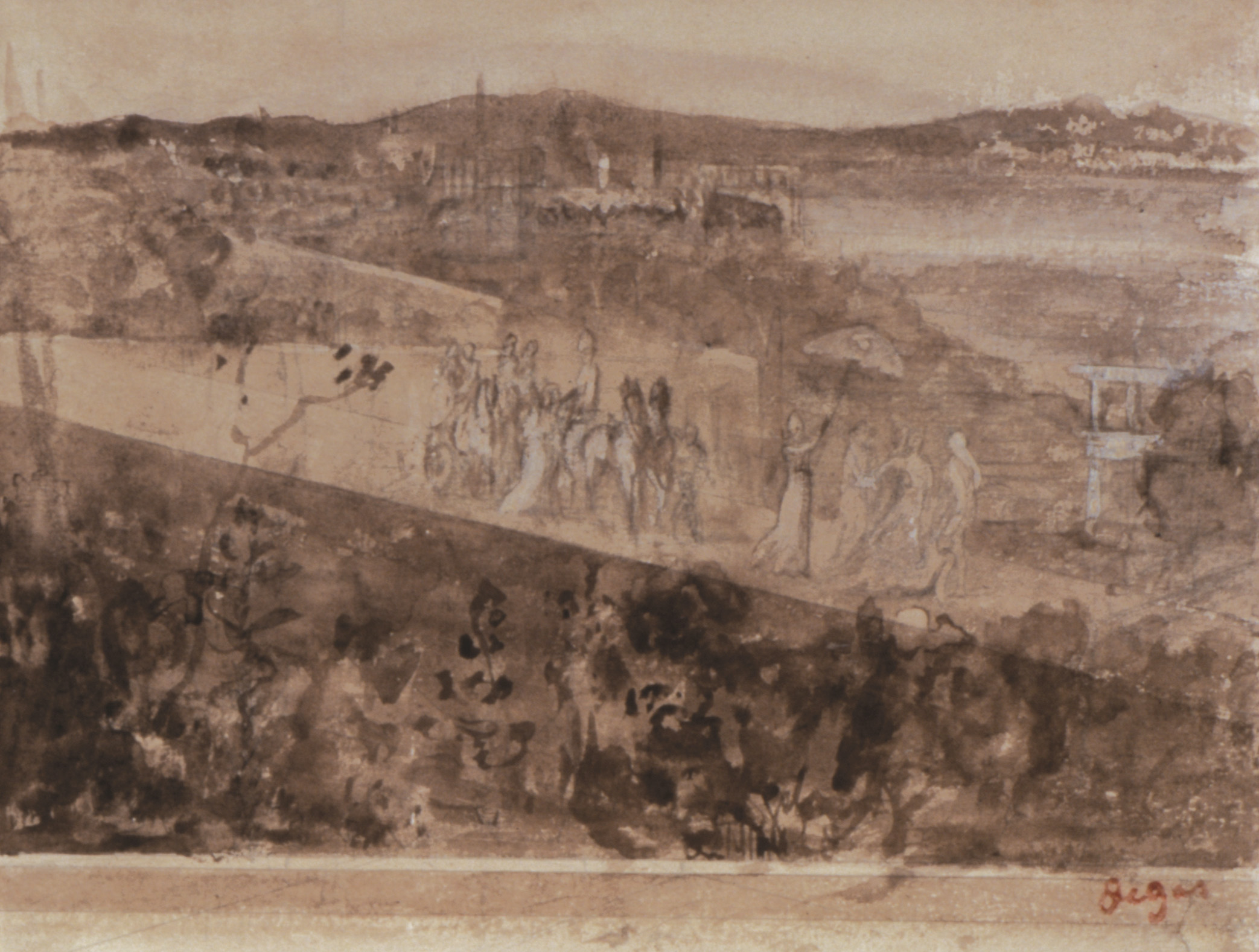
Cortège sur une route aux environs de Florence (v. 1860) – Edgar Degas[A 13],[B 9].
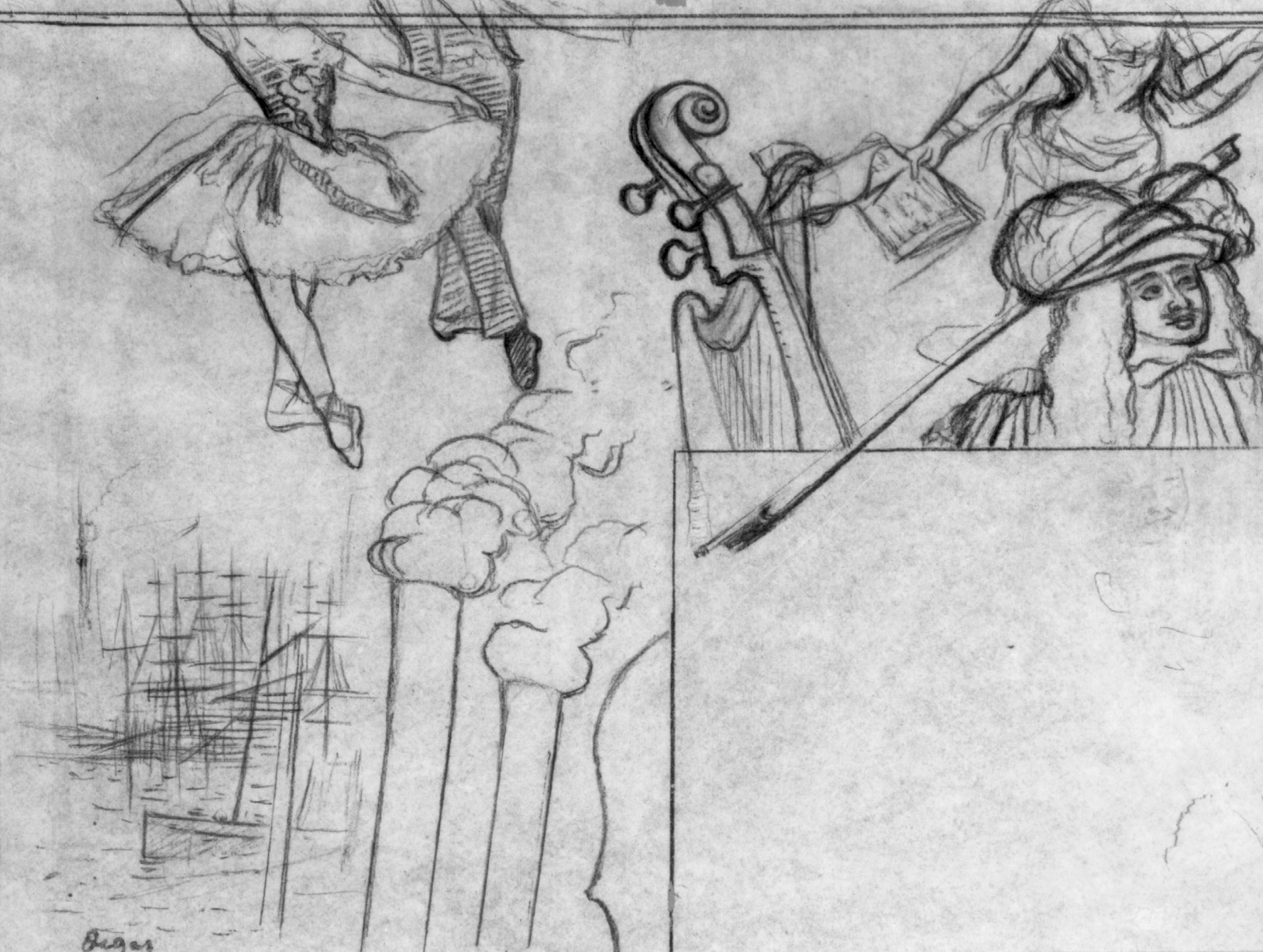
Programme pour Soirée Artistique I (Étude pour le programme de la soirée artistique du 15 juin 1884) (1884) – Edgar Degas[A 14],[B 10].
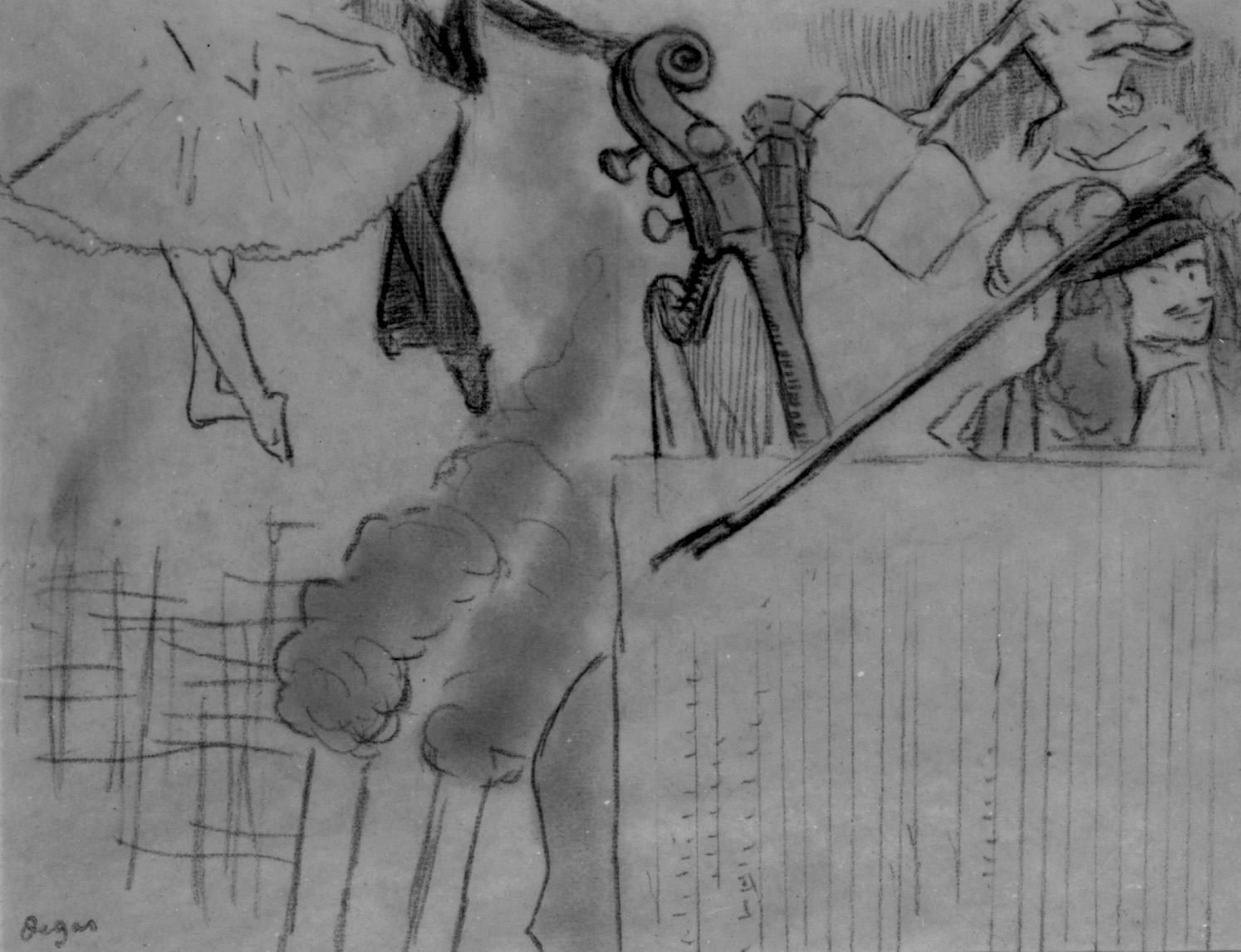
Programme pour Soirée Artistique II (1884) – Edgar Degas[A 15],[B 11].
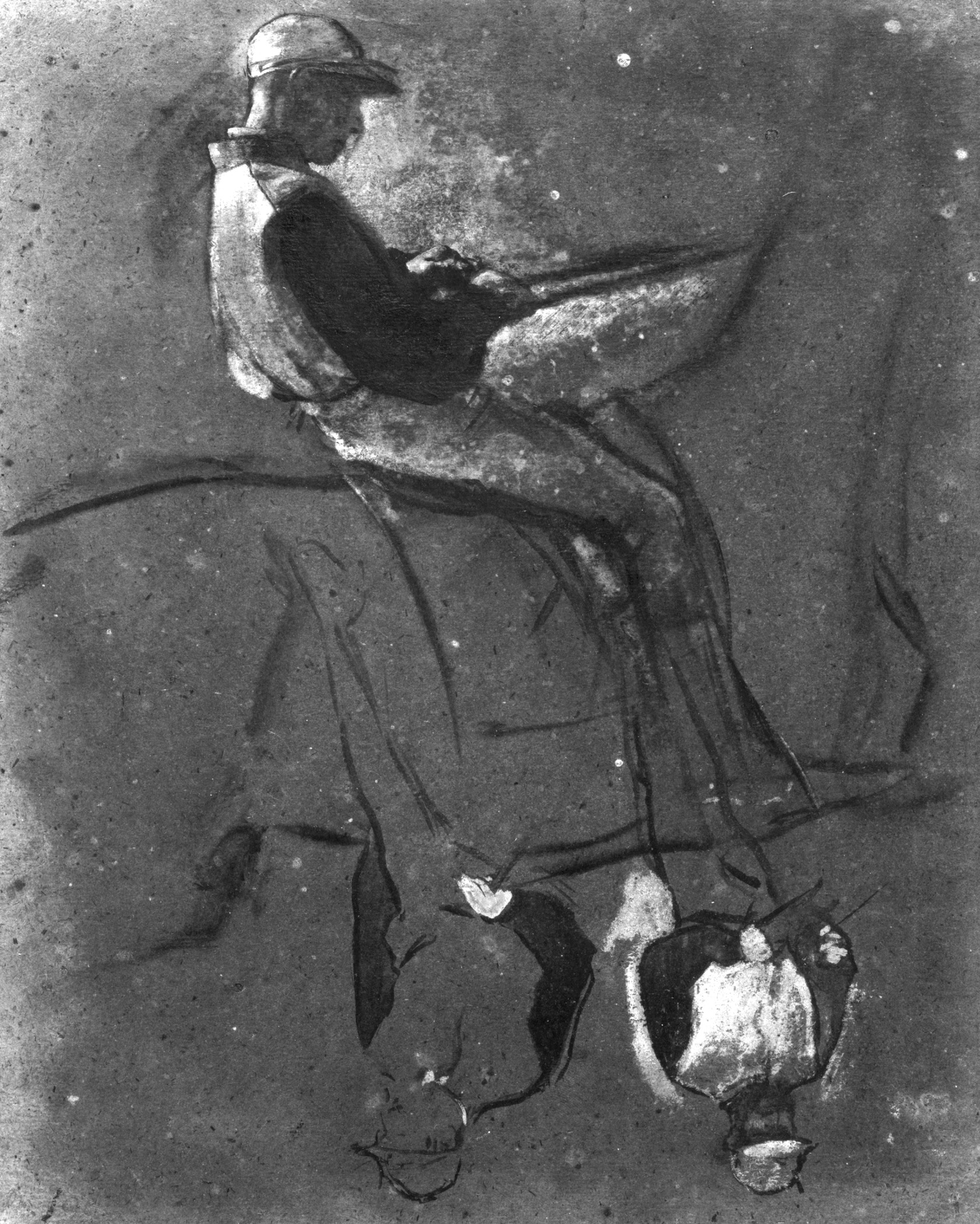
Jockey à cheval (Trois jockeys montés) (v. 1888) – Edgar Degas[A 16],[B 12].
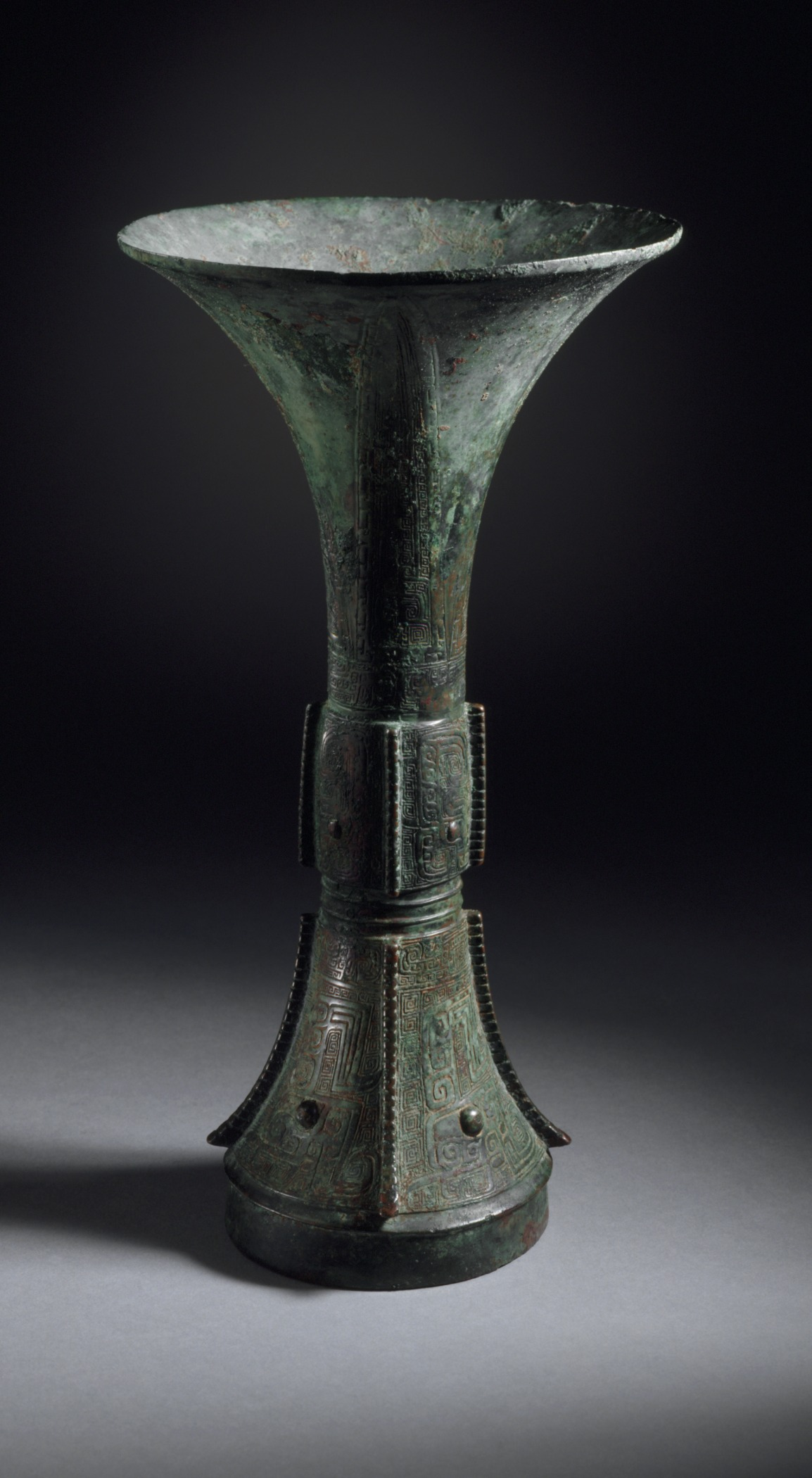
Un ancien gu (vase) chinois (XIIe siècle av. J.-C.), similaire à celui-ci[A 17],[B 13].
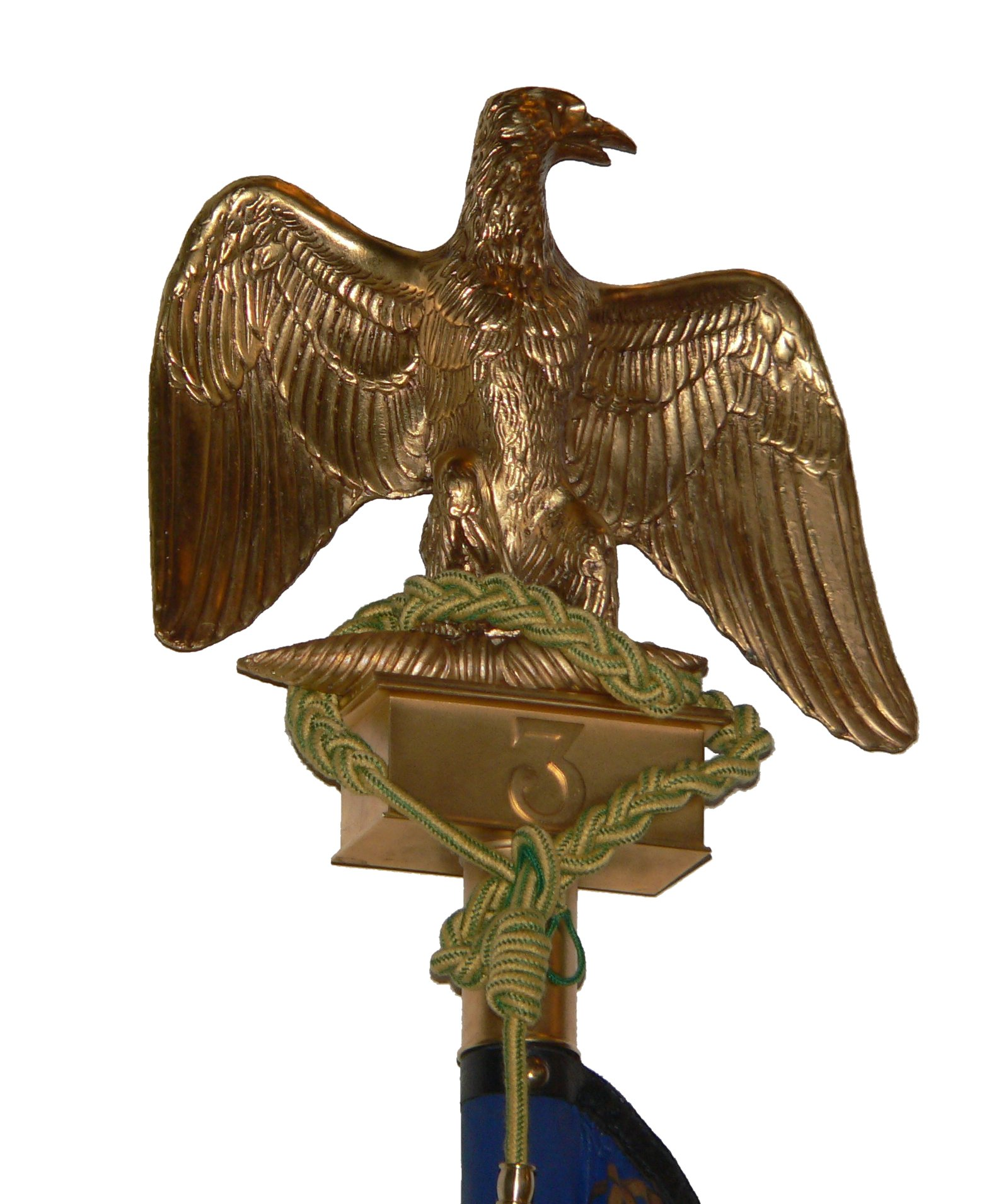
Un fleuron d'un aigle de drapeau du sculpteur français Pierre-Philippe Thomire (v. 1814), similaire à celui-ci[A 18],[B 1].

### Caractéristiques et estimations
Au total, treize œuvres sont volées,. En 1990, le Federal Bureau of Investigation (FBI) estime la valeur du casse à 200 millions de dollars américains, puis augmente cette estimation à 500 millions de dollars en 2000. À la fin des années 2000, certains marchands d'art suggèrent que le butin pourrait valoir plus de 600 millions de dollars,. Il s'agit du plus grand vol d'art aux États-Unis et il est considéré comme le plus important vol de musée au monde en termes de valeur.

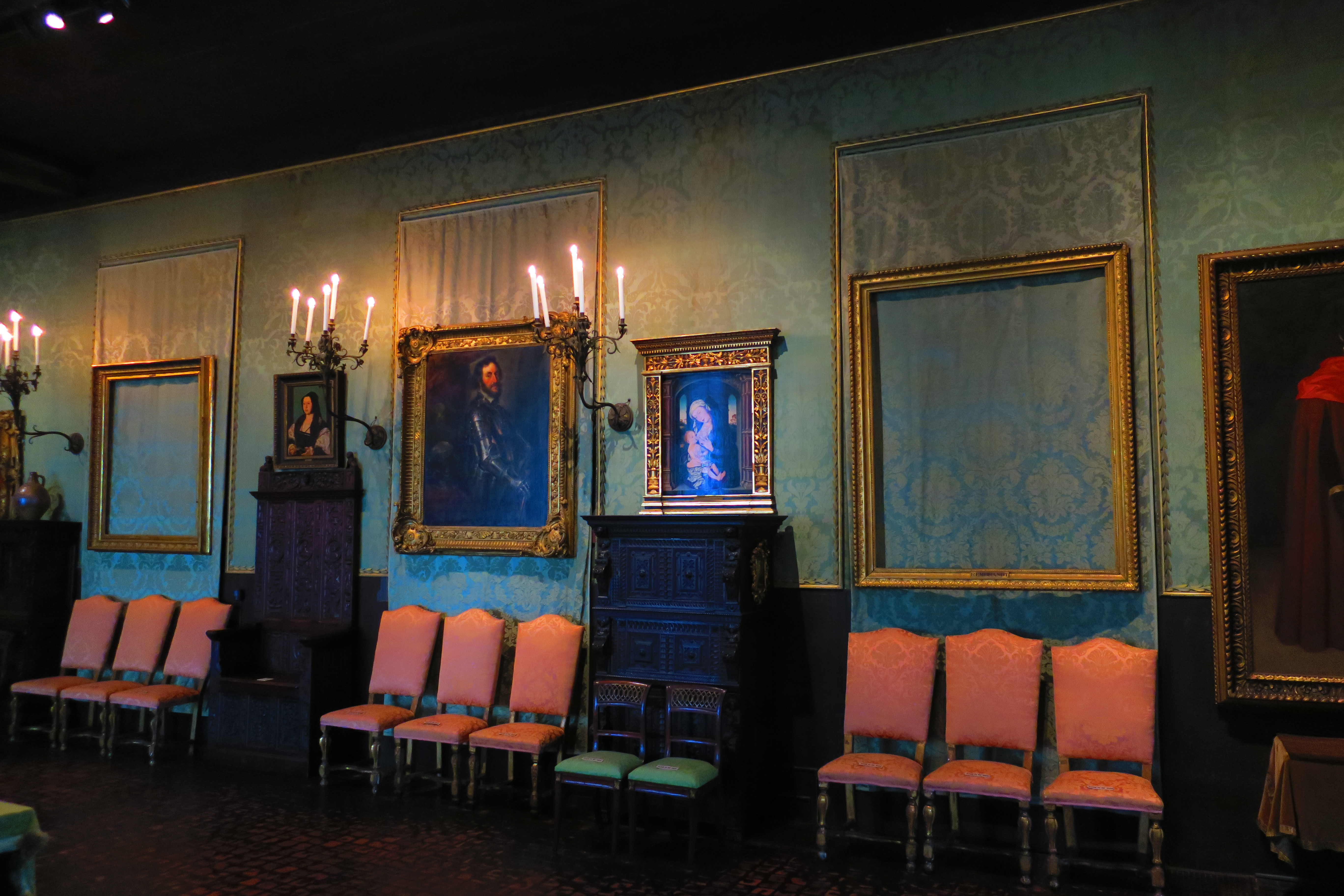
Les cadres vides qui contenait les deux tableaux de Rembrandt volés, Une dame et un gentilhomme en noir sur la gauche et Le Christ dans la tempête sur la mer de Galilée à droite.

À l'intérieur du musée, les œuvres les plus précieuses sont emportées depuis la salle hollandaise (Dutch Room). Parmi celles-ci figure Le Concert, l'un des trente-quatre tableaux connus du peintre néerlandais Johannes Vermeer (1632-1675). La peinture, qui représente la moitié de la valeur du casse, est estimée à 250 millions de dollars en 2015. Certains experts pensent qu'il s'agit de l'objet volé le plus précieux au monde. Dans la même pièce, les voleurs visent également des œuvres du peintre néerlandais Rembrandt (1607-1669). Parmi elles se trouve Le Christ dans la tempête sur la mer de Galilée, son seul paysage marin et la plus précieuse de ses œuvres volées cette nuit-là. Les estimations placent sa valeur à environ 140 millions de dollars depuis le vol. Les autres œuvres de Rembrandt dérobées sont Une dame et un gentilhomme en noir et une petite gravure d'autoportrait de la taille d'un timbre postal. Ce dernier avait déjà été volé avant d'être restitué en 1970. D'un autre côté, les voleurs ont peut-être pris le tableau Paysage avec un obélisque en pensant qu'il s'agissait d'un Rembrandt, car ce dernier lui a longtemps été crédité jusqu'à ce qu'il soit discrètement attribué à son élève Govert Flinck (1615-1660) quelques années avant le vol,. Son estimation se trouve aux alentours de dix millions de dollars. Le dernier objet pris dans la salle est un gu en bronze d'environ vingt-cinq centimètres de hauteur. Traditionnellement utilisé pour servir le vin dans la Chine ancienne, il constitue l'une des œuvres les plus anciennes du musée, datant de la dynastie Shang du XIIe siècle av. J.-C.,. Sa valeur estimée n'est que de plusieurs milliers de dollars.

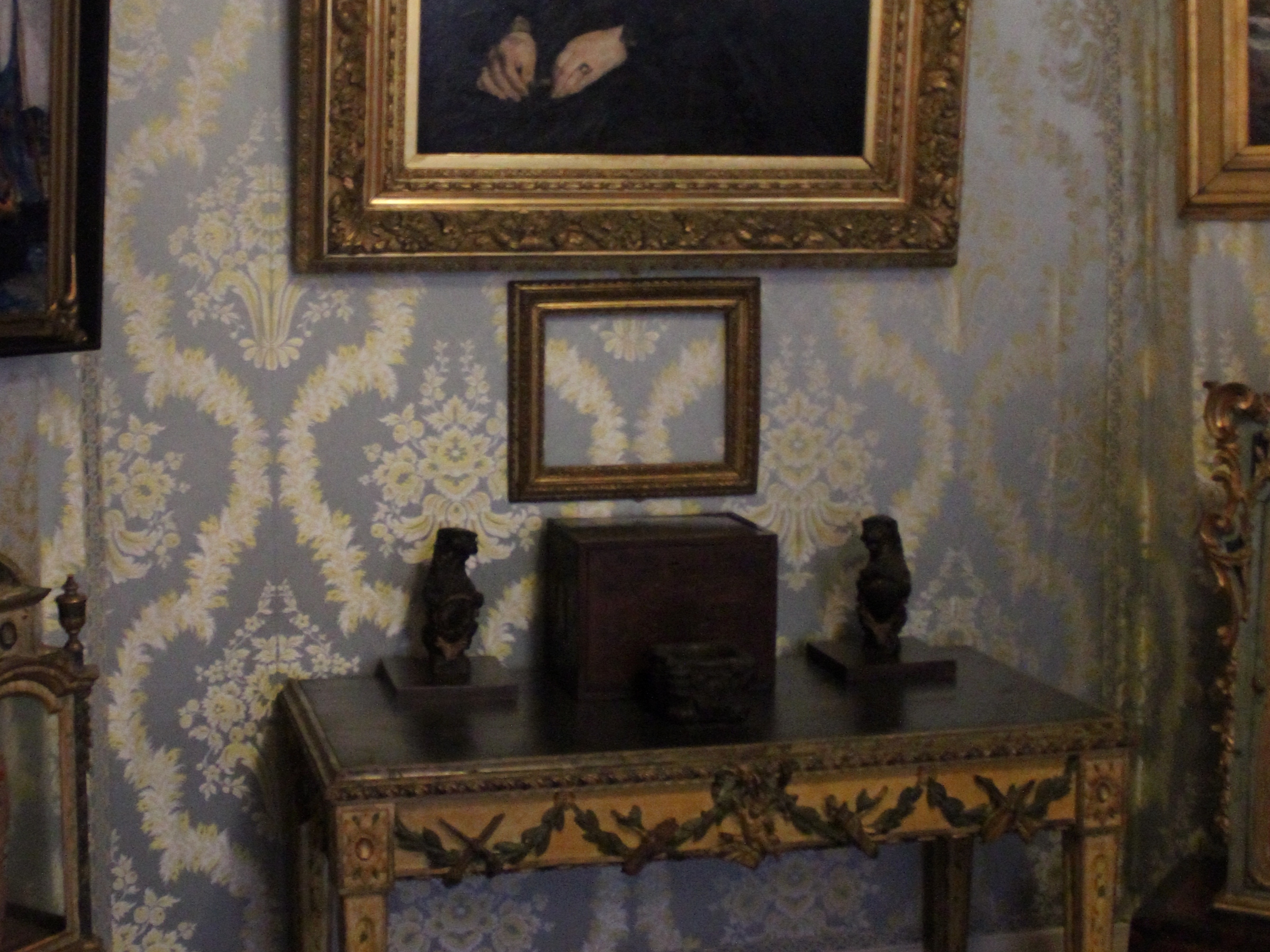
Le cadre qui contenait le tableau Chez Tortoni d'Édouard Manet.

Dans la galerie courte (Short Gallery), cinq croquis du peintre français Edgar Degas (1834-1917) sont volés. Ils ont chacun été réalisés sur du papier très fin avec des crayons ou du fusain, en utilisant sur la plupart d'entre eux la technique du lavis. Leur valeur est relativement faible par rapport aux autres œuvres volées avec une estimation de moins de 100 000 dollars au total. De plus, un fleuron d'aigle impérial français en bronze de vingt-cinq centimètres de hauteur est également pris au sommet d'un drapeau de la garde impériale de Napoléon Ier. En 2015, le musée Isabella-Stewart-Gardner offre une récompense de 100 000 dollars pour des informations menant au retour du seul fleuron,. Enfin, le tableau Chez Tortoni du peintre français Édouard Manet (1832-1883) est le seul objet extrait de la salle bleue (Blue Room), au rez-de-chaussée.

### Choix des œuvres
Le choix des œuvres volées intrigue les experts,. Alors que certaines des peintures sont précieuses, les voleurs sont passés près d'autres œuvres de grande valeur de Raphaël, Sandro Botticelli et Michel-Ange sans les prendre, choisissant des objets relativement sans valeur comme le gu chinois et le fleuron d'aigle,,. De plus, ils ne sont jamais allés au troisième étage, où est accroché Le Rapt d'Europe (1562) de Titien, l'un des tableaux les plus précieux de la ville, étant estimé à plusieurs centaines de millions de dollars,. Ainsi, la sélection des œuvres et la manière brutale dont les voleurs les ont manipulées conduisent les enquêteurs à penser que ces derniers n'étaient pas des experts chargés de voler des œuvres spécifiques.

### Récompense
Comme le testament d'Isabella Stewart Gardner décrète que rien dans sa collection ne doit être déplacé, les cadres vides des peintures volées restent accrochés à leur emplacement respectif à la fois en hommage aux œuvres disparues et dans l'espoir de leur retour,,,. Dans les jours suivant le cambriolage, en raison du manque de fonds du musée et de l'absence de police d'assurance, le directeur sollicite l'aide des maisons de vente aux enchères Sotheby's et Christie's pour verser une récompense d'un million de dollars pour toute information pouvant mener à la récupération des œuvres,. Ce montant est porté à cinq millions de dollars en 1997,. En 2017, il est doublé pour atteindre dix millions de dollars avec une date d'expiration fixée à la fin de l'année,. Cette récompense est prolongée indéfiniment en janvier 2018 à la suite d'un afflux d'informations provenant du public,,,. Il s'agit de la plus grosse récompense jamais offerte par une institution privée,. Elle serait attribuée pour toute « information menant directement à la récupération de tous les objets en bon état ». De plus, les procureurs fédéraux déclarent que quiconque retournerait volontairement les articles ne serait pas inquiété. Le délai de prescription étant dépassé depuis 1995, les voleurs et toute personne ayant participé au vol ne peuvent plus être poursuivis.

## Début de l'enquête et premières pistes

### Premières constatations

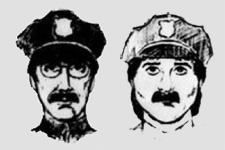
Portrait-robot des voleurs en uniforme de police réalisé par le FBI et le Boston Police Department (BPD) en utilisant les premiers témoignages des deux agents de sécurité,.

Le Federal Bureau of Investigation (FBI) prend immédiatement le contrôle de l'affaire au motif que les œuvres volées pourraient traverser le pays en passant les frontières des États. Rapidement, les enquêteurs qualifient l'affaire d'unique en raison de son manque de preuves matérielles solides. Les voleurs n'ont pas laissé d'empreintes de pas ni de cheveux et il n'a pas été déterminé si les empreintes digitales laissées sur les lieux provenaient des voleurs ou des employés,. Au fil des années, le FBI effectue des analyses ADN à mesure que les progrès dans le domaine se développent, mais doit faire face à la perte de certaines preuves, notamment le ruban adhésif et les menottes utilisées par les voleurs pour retenir les agents de sécurité au sous-sol,. Ces derniers et les témoins dans la rue ont décrit l'un des voleurs comme âgé d'un peu moins de quarante ans, mesurant entre 1,75 et 1,78 mètre avec une corpulence moyenne, et l'autre d'environ trente ans, mesurant entre 1,83 et 1,85 mètre avec une corpulence plus imposante,.

### Premiers suspects

#### Richard Abath
Dès le début de l'enquête, l'agent de sécurité Richard Abath fait l'objet d'une attention particulière en raison de son comportement suspect la nuit du vol,. Lors de sa patrouille, ce dernier ouvre brièvement la porte latérale du musée puis la referme, un mouvement qui, selon certains, aurait pu être un signal pour les voleurs garés à l'extérieur,. Par la suite, il déclare aux autorités que c'est une manière pour lui de s'assurer que la porte est bien verrouillée. Toutefois, l'homme qui a formé les veilleurs de nuit du musée Gardner déclare plus tard que s'il avait ouvert la porte de manière routinière comme il le prétend, ses superviseurs l'auraient remarqué et auraient mis un terme à cette habitude,. Ce dernier affirme également qu'il n'y a aucune raison pour qu'un agent de sécurité ouvre la porte du musée après les heures de travail, même pas pour des policiers,. Dans ce cas, le protocole consiste à obtenir leur nom et leur numéro de badge, appeler la police de Boston pour vérifier leur identité et ne les laisser entrer que s'il y a une raison légitime,.
Des soupçons émergent également du fait que les détecteurs de mouvements n'ont enregistré aucune présence dans la salle bleue, où se trouvait la peinture Chez Tortoni, pendant que les voleurs étaient dans le musée,,. Les seuls pas enregistrés dans la pièce cette nuit-là sont ceux de Richard Abath pendant sa patrouille, plus tôt dans la soirée,. Plusieurs semaines après le vol, un consultant en sécurité examine l'équipement du détecteur et détermine qu'il fonctionnait correctement. Depuis lors, Richard Abath clame son innocence et l'agent du FBI supervisant l'enquête dans ses premières années a déterminé que les veilleurs étaient « trop incompétents et idiots » pour avoir participé au casse,. Richard Abath avait déposé une demande de démission deux semaines avant le vol et son collègue Randy Hestand quitte son travail quelques jours après le cambriolage.
En août 2015, le FBI publie la vidéo d'une caméra de surveillance datant de la nuit précédant le vol, montrant Richard Abath laissant entrer un homme non identifié dans le musée et parlant avec lui au bureau de sécurité,,. Abath déclare aux enquêteurs qu'il ne se souvient pas de ce moment et qu'il ne reconnaît pas l'homme en question. Sollicitant l'aide du public pour identifier l'inconnu et malgré quelques témoignages, notamment ceux d'anciens employés déclarant qu'il s'agit du chef adjoint de la sécurité du musée, décédé en 2014, aucune piste concrète n'est trouvée par le FBI,. Finalement, Richard Abath décède en février 2024, à l'âge de cinquante-sept ans, en ayant toujours déclaré son innocence depuis le vol.

#### James J. Bulger

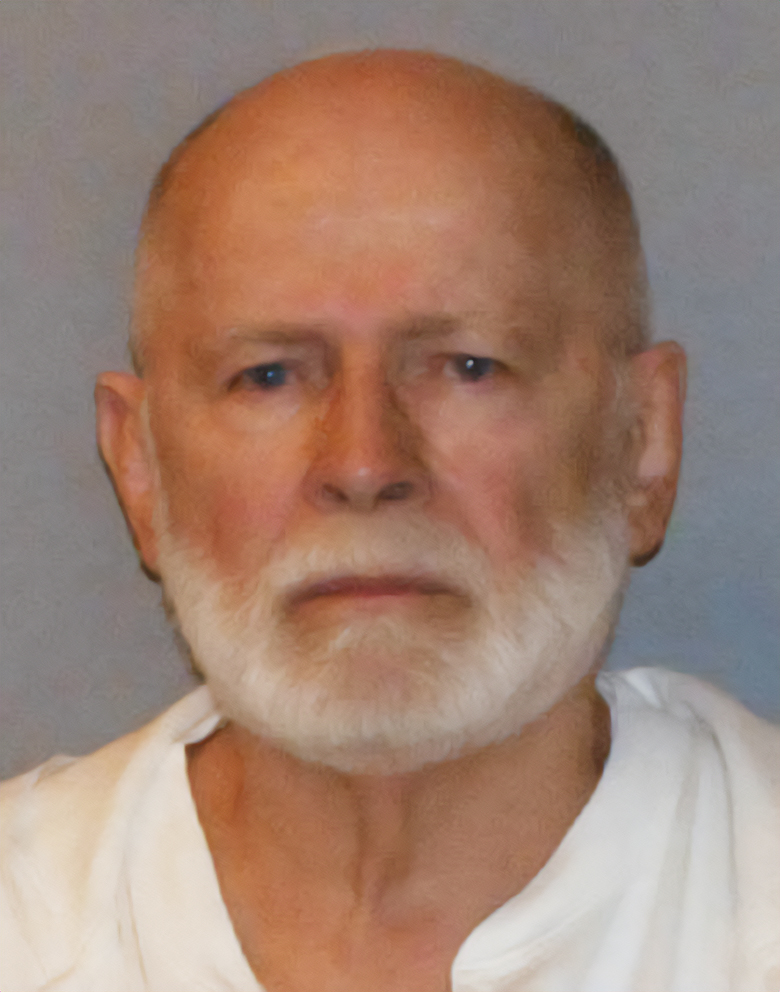
Le criminel James J. Bulger, ici photographié après son arrestation en 2011. Il meurt en 2018.

À l'époque du vol du musée Gardner, James J. Bulger est l'un des criminels les plus puissants de Boston, à la tête du gang de Winter Hill,. Il affirme ne pas avoir organisé le cambriolage et aurait même demandé à ses hommes de déterminer l'identité des cambrioleurs, le vol ayant été commis sur son « territoire », il a souhaité qu'on lui paye un « tribut »,.
Le FBI a enquêté sur son implication dans le vol,,. Ses liens étroits avec le Boston Police Department pourraient expliquer comment les voleurs ont acquis de véritables uniformes de police, peut-être par le biais de ses relations avec des officiers corrompus au sein de la police locale et du siège du FBI dans la ville. D'un autre côté, il entretient également des relations avec l'Armée républicaine irlandaise (IRA),,,. Les enquêteurs notent que le faux déclenchement de l'alarme incendie constitue une « carte de visite » de l'IRA, mais également de son rival l'Ulster Volunteer Force (UVF). Les deux organisations disposent d'agents à Boston et toutes deux ont démontré leur capacité à réussir des vols d'œuvres d'art dans le passé. Toutefois, malgré quelques affirmations selon lesquelles les œuvres se trouveraient en Irlande,, l'enquête sur James Bulger et l'IRA n'a produit aucune preuve concluante qui permettrait de les relier au vol,,.

#### Brian McDevitt
Brian McDevitt est un escroc de Boston qui, en 1981, a notamment tenté sans succès de cambrioler le musée d'art The Hyde Collection à Glens Falls, dans l'État de New York, en se déguisant en chauffeur de FedEx et en s'équipant de menottes et de ruban adhésif,,,. De plus, il correspond assez bien, à l'exception de ses cheveux roux clairsemés, à la description de l'un des voleurs. Les parallèles avec l'affaire du musée Gardner finissent par intriguer le FBI, qui l'interroge vers 1992,,,. McDevitt nie alors toute implication et refuse de passer au détecteur de mensonge,. Le FBI prélève néanmoins ses empreintes digitales, qui ne correspondent à aucune de celles trouvées sur les lieux. Il déménage par la suite en Californie, où il se fraye un chemin dans l'écriture pour la télévision et le cinéma,,,, puis décède en 2004,.

### Lettre adressée au musée en 1994
En avril 1994, la directrice du musée Anne Hawley reçoit une lettre anonyme d'une personne prétendant vouloir négocier le retour des œuvres,,. L'auteur explique qu'il est un tiers négociateur et qu'il ne connaît pas l'identité des voleurs. Il indique notamment que les œuvres ont été volées dans l'objectif de réduire une peine de prison, mais l'occasion étant passée, les voleurs n'ont plus de motif pour les garder. De fait, ces derniers désirent l'immunité pour eux-mêmes et pour toutes les autres personnes impliquées ainsi que 2,6 millions de dollars envoyés sur un compte bancaire offshore en même temps que les œuvres seraient remises au musée,. Si les dirigeants du musée sont intéressés à négocier, il leur est demandé de placer un message codé dans le quotidien américain The Boston Globe,,.
Après plusieurs années de pistes infructueuses, la directrice du musée estime qu'il s'agit d'une piste intéressante,. Elle contacte le FBI, qui s'occupe de discuter avec le Boston Globe du message codé, qui est imprimé dans l'édition du 1er mai 1994,,. Anne Hawley reçoit alors une deuxième lettre quelques jours plus tard dans laquelle l'auteur déclare qu'il a bien reconnu que le musée était intéressé à négocier, mais qu'il a peur de ce qu'il perçoit comme une enquête massive des autorités pour déterminer son identité,. Il explique qu'il a besoin de temps pour évaluer ses options, mais il ne donne plus signe de vie à la directrice et ce dernier n'a jamais pu être identifié,,.

## Enquête sur la mafia de Boston

### Gang Merlino

#### Contexte
En mars 2013, le FBI annonce lors d'une conférence de presse avoir fait des progrès significatifs dans son enquête,,,. Le responsable de celle-ci, Richard DesLauriers, déclare « avec un degré élevé de confiance » avoir identifié les voleurs, qu'il pense être des membres d'une organisation criminelle basée sur la côte est des États-Unis, dans la région des Mid-Atlantic et en Nouvelle-Angleterre,,. Il estime que les œuvres ont été transportée dans le Connecticut et dans la région de Philadelphie, en Pennsylvanie, dans les années qui ont suivi le vol, avec une possible tentative de vente à Philadelphie en 2002,. La connaissance de ce qui s'est passé après cela étant limitée, DesLauriers fait appel à l'assistance du public pour localiser et restituer les œuvres,.
En août 2015, le FBI déclare que les deux voleurs sont décédés, sans les identifier publiquement,. L'une des théories principales veut qu'ils soient associés à un gang de Dorchester, un quartier situé dans le sud de Boston,. Le gang est fidèle à Frank Salemme, le patron de la mafia de Boston, la famille Patriarca, et conduit ses opérations à partir d'un atelier de réparation automobile dirigé par le criminel Carmello Merlino,,,. Quelques années avant le vol, en 1981, Louis Royce, un associé de Merlino, fait du repérage au musée dans l'objectif de le cambrioler en utilisant les faiblesses dans sa sécurité. Ce dernier a notamment conçu des plans pour allumer des fumigènes et se précipiter dans les galeries au milieu de la confusion. En 1982, alors que des agents infiltrés du FBI enquêtent sur lui et ses associés pour un vol d'art sans rapport, ils apprennent leur projet et avertissent immédiatement le musée,. Toutefois, Louis Royce est en prison au moment du vol en 1990, mais ce dernier a partagé son plan avec plusieurs personnes et il est possible que des associés aient pu ordonner le vol ou partager à nouveau le plan avec quelqu'un d'autre.

#### Robert Guarente et Robert Gentile
Parmi les associés du gang Merlino se trouvent Robert Guarente et Robert Gentile, respectivement criminels de Boston et de Manchester dans le Connecticut,,,. Le premier est décédé d'un cancer en 2004, mais sa veuve Elene déclare au FBI en 2010 que son mari a possédé certaines des peintures,,. Elle affirme que lorsqu'il est tombé malade au début des années 2000, il les a confiées à son ami Robert Gentile,,. Ce dernier, qui a nié les accusations, affirme qu'il ne les a jamais reçues et qu'il ne sait rien sur leur sort,. En février 2012, les autorités fédérales l'inculpent sur des accusations liées à la drogue, probablement dans le but de faire pression sur lui pour obtenir des informations sur le vol, puis effectuent une descente dans sa maison qui ne fournit aucun résultat,,,. Il est soumis à un détecteur de mensonge qui indique qu'il ment lorsqu'il nie avoir eu connaissance du vol ou de l'emplacement des œuvres,. Gentile soutient qu'il dit la vérité et demande un nouveau test. Au cours de celui-ci, il déclare qu'Elene Guarente lui a montré l'autoportrait de Rembrandt, mais son avocat, estimant que la véracité des affirmations de son client est affectée par la pression des agents fédéraux, demande une réunion plus restreinte dans l'espoir qu'il puisse parler honnêtement,. Lors de cette réunion, il maintient qu'il n'a aucune information,.
Quelques mois plus tard, en mai 2012, le FBI perquisitionne une nouvelle fois la maison de Robert Gentile à Manchester, à l'est de la ville d'Hartford dans le Connecticut,,,. Les agents fédéraux trouvent un compartiment caché sous un faux plancher dans l'abri de jardin, qui se révèle être vide,,. Au sous-sol de sa maison, ils découvrent une copie du quotidien Boston Herald datant de mars 1990 rapportant des actualités sur le vol ainsi qu'un morceau de papier indiquant le prix que chaque pièce pourrait valoir sur le marché noir,,. Au-delà de cela, aucune autre preuve concluante n'est trouvée qui indiquerait qu'il aurait possédé les peintures. Il est par la suite condamné à une peine de trente mois de prison pour les charges liées à la drogue,,. Après sa sortie, il s'entretient avec le journaliste d'investigation Stephen Kurkjian, affirmant qu'il a été piégé par le FBI et que son emprisonnement a eu un impact négatif sur ses finances et sa vie personnelle. Il explique également que la liste retrouvée dans son sous-sol a été rédigée vers 2001 par un criminel essayant de s'approcher de Robert Guarente, qu'il pensait détenteur des œuvres. Concernant ce qui a pu se trouver à l'intérieur de l'abri de jardin, il déclare qu'il n'y a entreposé que des pièces d'équipement pour moteur mais « rien d'illégal ou de volé, et certainement pas les peintures du [musée] Gardner ». À la suite de cela, de nouvelles recherches sont effectuées sur sa propriété début mai 2016, sans résultat,,. Arrêté en 2015, il est condamné à quatre ans et demi de prison pour vente illégale d'armes à feu en février 2018,. Libéré en mars 2019, il meurt à l'âge de 85 ans en septembre 2021,.

#### David Turner
David Turner est un autre associé de Merlino,. Le FBI commence à enquêter sur lui en 1992 lorsqu'un informateur leur déclare qu'il disposerait d'un accès aux peintures. La même année, Carmello Merlino est arrêté pour trafic de cocaïne et déclare aux autorités qu'il peut rendre les œuvres en échange d'une peine de prison réduite,,. Il demande à David Turner de les retrouver et, malgré des recherches qui se révèlent infructueuses, ce dernier parvient seulement à rapporter une rumeur selon laquelle les œuvres se trouveraient dans le sous-sol d'une église dans le quartier de South Boston. Dans le même temps, un autre associé arrêté avec Merlino discute avec les autorités de l'implication de Turner dans plusieurs cambriolages, sans mentionner celui du musée Gardner. Les autorités concluent que Merlino n'a probablement jamais eu un accès direct aux œuvres mais qu'il aurait éventuellement pu négocier leur retour.
Malgré ses affirmations d'innocence, le FBI pense que David Turner a pu être l'un des voleurs,. Selon eux, l'autre cambrioleur aurait pu être son ami et également associé du gang Merlino, George Reissfelder, décédé en juillet 1991,,. Aucun indice n'a été trouvé dans son appartement ou dans les maisons de ses proches, mais ses frères et sœurs se souviennent d'un tableau similaire à Chez Tortoni accroché à un moment dans sa chambre,,. De plus, les enquêteurs pensent qu'il ressemble à l'homme le plus mince sur les croquis dessinés par la police juste après le vol,.
Le 7 février 1999, le FBI arrête David Turner, Carmello Merlino ainsi que des associés dans une opération d'infiltration le jour où ils ont prévu de cambrioler un coffre-fort de l'entreprise de transport de fonds Loomis Fargo,,. Lorsque les enquêteurs interrogent Turner, ils promettent que s'il possède des informations sur le vol du musée Gardner et s'il rend les œuvres, ils le libéreront. Dès lors, ce dernier déclare aux autorités qu'il ne sait pas qui a volé les tableaux ni où ils pourraient être cachés. Lors de son procès en 2001, alléguant la provocation policière, il affirme que le FBI a laissé le projet de braquage de Loomis Fargo se dérouler afin qu'il puisse faire pression sur lui pour obtenir des informations sur les peintures du musée Gardner. Malgré tout, le jury le déclare coupable et il est condamné à trente-huit années de prison. Plus tard, en 2010, David Turner écrit une lettre à une connaissance, Robert Gentile, lui demandant s'il peut appeler son ancienne compagne pour l'aider à retrouver des peintures,. En coopération avec le FBI, Gentile passe un appel téléphonique à cette dernière, qui lui annonce qu'il doit discuter avec deux ex-détenus à Boston, amis de Turner. Le FBI souhaite alors qu'il rencontre les hommes, accompagné d'un agent infiltré, mais ce dernier ne veut pas coopérer davantage. Finalement, David Turner obtient une libération anticipée et sort de prison en novembre 2019, et Carmello Merlino meurt quant à lui en prison en 2005.

### Robert Donati

#### Contexte

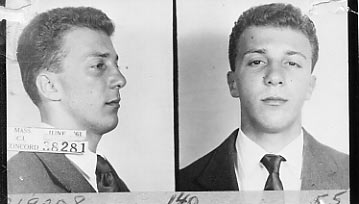
Portait du criminel Robert Donati pris par le Boston Police Department dans les années 1960.

En septembre 1991, le criminel Robert « Bobby » Donati est assassiné en pleine guerre au sein de la famille Patriarca,. Son implication dans le vol du musée Gardner est suspectée après qu'un voleur d'art de la Nouvelle-Angleterre, Myles J. Connor Jr., discute de l'affaire avec les autorités,,,. En prison au moment du vol, Connor pense que Robert Donati et son associé David Houghton sont les cerveaux de l'affaire,,,. Myles Connor avait déjà travaillé avec Donati pour plusieurs vols d'art et ce dernier affirme que les deux avaient déjà repéré le musée des années auparavant,,. Il affirme également que Houghton lui a rendu visite en prison après le vol et qu'il aurait déclaré que lui et Donati l'avaient organisé afin d'utiliser les peintures pour le faire sortir de prison. Dans le passé, Connor avait déjà utilisé des œuvres d'art pour réduire des peines. Même si les apparences de Donati et de Houghton ne correspondent pas aux descriptions des agents de sécurité, Connor suggère qu'ils ont probablement engagé des criminels « de bas niveau » pour réaliser le vol. Comme Donati, Houghton est décédé dans les deux ans suivant le vol,. Connor a déclaré aux enquêteurs qu'il pourrait aider à retrouver les œuvres en échange de la récompense du musée et de sa liberté. Les enquêteurs ne cédant pas à ses demandes en raison d'un manque de preuves, il leur suggère alors de discuter avec le criminel et antiquaire William P. Youngworth,,,,.

#### William Youngworth
Agissant sur les informations de Myles Connor, le FBI ouvre un dossier sur l'antiquaire William Youngworth et effectue des perquisitions dans ses propriétés, notamment dans son magasin d'antiquités, à la fin des années 1990,,,,. Cela attire l'attention du journaliste Tom Mashberg, qui entre en contact avec lui en 1997,,. Une nuit d'août 1997, Youngworth appelle Mashberg et lui annonce qu'il possède la preuve qu'il peut rendre les œuvres sous certaines conditions,,. Cette nuit-là, il récupère le journaliste près des bureaux du Boston Herald et le conduit discrètement dans un entrepôt à Red Hook, un quartier de Brooklyn à New York. Il le conduit à l'intérieur d'un hangar où sont entreposés plusieurs grands tubes cylindriques. Il sort un tableau de son tube, le déploie et le révèle à l'aide d'une lampe torche,. Selon Tom Mashberg, le tableau ressemble à celui du Christ dans la tempête sur la mer de Galilée,,. Il remarque des craquelures le long de la toile, les bords coupés, ainsi que la signature de Rembrandt,,. Par la suite, il écrit sur son expérience dans le Boston Herald, rapportant notamment que son informateur lui a déclaré que le vol a été commis par cinq hommes et qu'il en a identifié deux : Robert Donati, l'un des voleurs à être entré dans le musée, et David Houghton, qui aurait été responsable du déplacement des œuvres en lieu sûr,. Le FBI découvre l'emplacement de l'entrepôt plusieurs mois plus tard et le perquisitionne, sans rien trouver.
La véracité des affirmations de William Youngworth et l'authenticité du tableau montré à Tom Mashberg sont contestées. Youngworth a fourni de petits éclats de peinture au journaliste et les analyses ont démontré que ceux-ci datent de l'époque de Rembrandt, mais ils ne correspondent pas aux huiles utilisées pour Le Christ dans la tempête sur la mer de Galilée,,. La façon dont Mashberg a décrit la peinture comme étant « déroulée » est également examinée, car celle-ci est recouverte d'un vernis épais qui ne se plie pas facilement. Les autorités fédérales et le musée commencent à travailler avec Youngworth après la publication de l'article, mais ce dernier rend les négociations difficiles,. En effet, il refuse de négocier à moins que ses demandes ne soient satisfaites, celles-ci comprenant une immunité totale, la récompense du musée et la libération de son ami Myles Connor,,,. Sceptiques quant à la véracité de son histoire, les autorités ne lui offrent qu'une immunité partielle,. L'avocat supervisant l'affaire menace de cesser les pourparlers avec lui, à moins qu'il ne puisse fournir des preuves plus fiables qu'il dispose réellement d'un accès aux œuvres,. Dès lors, il fournit une nouvelle fois un certain nombre d'éclats de peinture, prétendument du Christ dans la tempête sur la mer de Galilée, ainsi que vingt-cinq photographies en couleur de cette dernière et d’Une dame et un gentilhomme en noir. En décembre 1997, le musée et des enquêteurs fédéraux déclarent conjointement que les éclats ne proviennent pas des Rembrandt volés,. Toutefois, des expertises plus récentes révèlent que les éclats proviennent probablement d'une peinture du XVIIe siècle et que les analyses ne peuvent pas garantir qu'ils ne proviendraient pas du tableau Le Concert de Johannes Vermeer,,.

#### Investigations récentes
En avril 2014, le journaliste d'investigation Stephen Kurkjian écrit à Vincent Ferrara, le supérieur de Robert Donati pendant la guerre des gangs, pour lui demander s'il possède des informations sur le vol. Un mois plus tard, il reçoit un appel de l'un de ses associés qui explique que le FBI a eu tort de soupçonner l'implication du gang Merlino, tout en affirmant que Donati avait organisé le cambriolage. Il déclare que Donati a visité Ferrara en prison environ trois mois avant le vol, alors que ce dernier était inculpé de meurtre. Dès lors, il lui aurait annoncé qu'il allait faire quelque chose pour le faire sortir. Trois mois plus tard, Ferrara apprend la nouvelle du vol du musée Gardner, ce après quoi Donati lui rend une nouvelle fois visite en confirmant son implication. Il aurait ainsi affirmé avoir enterré les œuvres et aurait fait part de sa volonté d'entamer des négociations pour sa libération une fois la visibilité médiatique de l'affaire atténuée et l'enquête calmée. Les négociations n'ont jamais eu lieu et Donati meurt violemment assassiné en septembre 1991. Le journaliste Stephen Kurkjian pense que le vol devait lui servir à libérer son supérieur de prison, car ce dernier était le seul à pouvoir le protéger dans la guerre des gangs faisant alors rage à Boston. Un ami de Robert Guarente corrobore également que Donati a organisé le vol et qu'il a donné des peintures à Guarente, un ami proche de ce dernier, lorsqu'il a commencé à s'inquiéter pour sa sécurité. Les deux auraient été vus dans un club à Revere, dans le Massachusetts, peu de temps avant le vol et avec un sac comportant deux uniformes de police,.

## Dans la culture populaire
Des récits fictifs du vol et de ce qui est arrivé aux peintures sont explorés dans plusieurs séries télévisées telles que Blindspot, Blacklist, The Venture Bros., Shameless, Iron Fist, Les Simpson, Cobra Kai, L'Art du crime ou encore Lupin , ainsi que dans des romans comme The Art Forger (2012) de Barbara Shapiro, Artful Deception (2012) de James J. McGovern, The Hidden Things (2019) de Jamie Mason,, The Mob Zone (2020) de Joseph DeMatteo, A Discerning Eye (2020) de Carol Orange, Mister Impossible (2021) de Maggie Stiefvater, The Secrets of Alias Matthew Goldman (2021) de Susan Grundy ou encore The Midnight Ride (2022) de Ben Mezrich.
En octobre 2020, la chaîne de télévision britannique BBC Four diffuse un documentaire sur le vol intitulé The Billion Dollar Art Hunt. En avril 2021, la plateforme de vidéo à la demande Netflix diffuse une série documentaire en quatre parties sur le vol intitulée Vol au musée : le plus grand cambriolage de l'histoire de l'art (« This Is a Robbery: The World's Biggest Art Heist »),.